# États-Unis aux Jeux olympiques d'été de 2020
Les États-Unis participent aux Jeux olympiques de 2020 à Tokyo au Japon. Il s'agit de leur 28e participation à des Jeux d'été.

## Médaillés

### Médaillés d'or
| Sport        | Discipline                           | Athlète(s) | Performance                                      | Date       |
| ------------ | ------------------------------------ | --- | ------------------------------------------------ | ---------- |
| Athlétisme   | Lancer du disque féminin             | Valarie Allman | 68,98 m                                          | 2 août     |
| Athlétisme   | 800 m féminin                        | Athing Mu | 1 min 55 s 21 NR                                 | 3 août     |
| Athlétisme   | 400 m haies féminin                  | Sydney McLaughlin | 51 s 46 WR                                       | 4 août     |
| Athlétisme   | Lancer du poids masculin             | Ryan Crouser | 23,30 m OR                                       | 5 août     |
| Athlétisme   | Saut à la perche féminin             | Katie Nageotte | 4,90 m                                           | 5 août     |
| Athlétisme   | Relais 4 × 400 m masculin            | Rai Benjamin, Michael Cherry, Bryce Deadmon, Michael Norman, Vernon Norwood, Randolph Ross, Trevor Stewart | 2 min 55 s 70                                    | 7 août     |
| Athlétisme   | Relais 4 × 400 m féminin             | Allyson Felix, Sydney McLaughlin, Athing Mu, Dalilah Muhammad, Kaylin Whitney, Wadeline Jonathas, Lynna Irby, Kendall Ellis | 3 min 16 s 85                                    | 7 août     |
| Basket-ball  | Tournoi féminin de basket-ball à 3   | Stefanie Dolson, Allisha Gray, Kelsey Plum, Jackie Young | ROC Victoire 18-15                               | 28 juillet |
| Basket-ball  | Tournoi masculin de basket-ball à 5  | Bam Adebayo, Devin Booker, Kevin Durant, Jerami Grant, Draymond Green, Jrue Holiday, Keldon Johnson, Zach LaVine, Damian Lillard, JaVale McGee, Khris Middleton, Jayson Tatum                                                   | France Victoire 87-82                            | 7 août     |
| Basket-ball  | Tournoi féminin de basket-ball à 5   | Ariel Atkins, Sue Bird, Tina Charles, Napheesa Collier, Skylar Diggins-Smith, Sylvia Fowles, Chelsea Gray, Brittney Griner, Jewell Loyd, Breanna Stewart, Diana Taurasi, A'ja Wilson                                            | Japon Victoire 90-75                             | 8 août     |
| Beach-volley | Tournoi féminin                      | April Ross Alexandra Klineman | Artacho del Solar / Clancy Victoire 21-15, 21-16 | 6 août     |
| Canoë-kayak  | C1 200 m femmes                      | Nevin Harrison | 45 s 932                                         | 5 août     |
| Cyclisme     | Omnium féminin                       | Jennifer Valente | 124 points                                       | 8 août     |
| Escrime      | Fleuret féminin individuel           | Lee Kiefer | Deriglazova Victoire 15-13                       | 25 juillet |
| Golf         | Épreuve masculine                    | Xander Schauffele | 266 (-18)                                        | 1er août   |
| Golf         | Épreuve féminine                     | Nelly Korda | 267 (-17)                                        | 7 août     |
| Gymnastique  | Concours général individuel femmes   | Sunisa Lee | 57,433 points                                    | 29 juillet |
| Gymnastique  | Sol femmes                           | Jade Carey | 14,366 points                                    | 2 août     |
| Lutte        | Lutte libre moins de 68 kg femmes    | Tamyra Mensah-Stock | Oborududu Victoire 4-1                           | 3 août     |
| Lutte        | Lutte libre moins de 86 kg hommes    | David Taylor | Yazdani Victoire 4-3                             | 5 août     |
| Lutte        | Lutte libre moins de 125 kg hommes   | Gable Steveson | Petriashvili Victoire 10-8                       | 6 août     |
| Natation     | 400 m 4 nages masculin               | Chase Kalisz | 4 min 9 s 42                                     | 25 juillet |
| Natation     | Relais 4 x 100 m nage libre masculin | Zach Apple, Bowen Becker, Caeleb Dressel, Blake Pieroni, Brooks Curry | 3 min 8 s 97                                     | 26 juillet |
| Natation     | 100 m brasse féminin                 | Lydia Jacoby | 1 min 4 s 95                                     | 27 juillet |
| Natation     | 1 500 m nage libre féminin           | Katie Ledecky | 15 min 37 s 34                                   | 28 juillet |
| Natation     | 100 m nage libre masculin            | Caeleb Dressel | 47 s 2 OR                                        | 29 juillet |
| Natation     | 800 m nage libre masculin            | Robert Finke | 7 min 41 s 87 NR                                 | 29 juillet |
| Natation     | 100 m nage papillon                  | Caeleb Dressel | 49 s 45 WR                                       | 31 juillet |
| Natation     | 800 m nage libre féminin             | Katie Ledecky | 8 min 12 s 57                                    | 31 juillet |
| Natation     | 50 m nage libre masculin             | Caeleb Dressel | 21 s 7 OR                                        | 1er août   |
| Natation     | 1 500 m nage libre masculin          | Robert Finke | 14 min 39 s 65                                   | 1er août   |
| Natation     | Relais 4 × 100 m 4 nages masculin    | Michael Andrew, Zach Apple, Caeleb Dressel, Ryan Murphy, Hunter Armstrong, Blake Pieroni, Thomas Shields, Andrew Wilson | 3 min 26 s 78 WR                                 | 1er août   |
| Surf         | Compétition féminine                 | Carissa Moore | Buitendag Victoire 14,93 - 8,46                  | 27 juillet |
| Taekwondo    | Moins de 57 kg femmes                | Anastasija Zolotic | Minina Victoire 25-17                            | 25 juillet |
| Tir          | Carabine à 10 m air comprimé hommes  | William Shaner | 251,6 points OR                                  | 25 juillet |
| Tir          | Skeet hommes                         | Vincent Hancock | 59 points OR                                     | 26 juillet |
| Tir          | Skeet femmes                         | Amber English | 56 points OR                                     | 26 juillet |
| Volley-ball  | Tournoi féminin                      | Foluke Akinradewo, Michelle Bartsch-Hackley, Andrea Drews, Micha Hancock, Kimberly Hill, Jordan Larson, Chiaka Ogbogu, Jordyn Poulter, Kelsey Robinson, Jordan Thompson, Haleigh Washington, Justine Wong-Orantes               | Brésil Victoire 3-0                              | 8 août     |
| Water-polo   | Tournoi féminin                      | Rachel Fattal, Aria Fischer, Makenzie Fischer, Kaleigh Gilchrist, Stephania Haralabidis, Paige Hauschild, Ashleigh Johnson, Amanda Longan, Madeline Musselman, Jamie Neushul, Melissa Seidemann, Maggie Steffens, Alys Williams | Espagne Victoire 14-5                            | 7 août     |

### Médaillés d'argent
| Sport         | Discipline                          | Athlète(s) | Performance                        | Date       |
| ------------- | ----------------------------------- | --- | ---------------------------------- | ---------- |
| Athlétisme    | 100 m masculin                      | Fred Kerley | 9 s 84                             | 1er août   |
| Athlétisme    | Lancer du poids féminin             | Raven Saunders | 19,79 m                            | 1er août   |
| Athlétisme    | 100 m haies masculin                | Kendra Harrison | 12 s 52                            | 2 août     |
| Athlétisme    | 400 m haies masculin                | Rai Benjamin | 46 s 17 AR                         | 3 août     |
| Athlétisme    | Saut à la perche masculin           | Chris Nilsen | 5,97 m                             | 3 août     |
| Athlétisme    | Saut en longueur féminin            | Brittney Reese | 6,97 m                             | 3 août     |
| Athlétisme    | 200 m masculin                      | Kenneth Bednarek | 19 s 68                            | 4 août     |
| Athlétisme    | 400 m haies féminin                 | Dalilah Muhammad | 51 s 58                            | 4 août     |
| Athlétisme    | 3 000 m steeple féminin             | Courtney Frerichs | 9 min 4 s 79                       | 4 août     |
| Athlétisme    | 110 m haies                         | Grant Holloway | 13 s 9                             | 5 août     |
| Athlétisme    | Lancer du poids masculin            | Joe Kovacs | 22,65 m                            | 5 août     |
| Athlétisme    | Relais 4 × 100 m féminin            | Teahna Daniels, Javianne Oliver, Jenna Prandini, Gabrielle Thomas, English Gardner, Aleia Hobbs | 41 s 45                            | 6 août     |
| Baseball      | -                                   | Nick Allen, Eddy Alvarez, Tyler Austin, Shane Baz, Anthony Carter, Triston Casas, Brandon Dickson, Tim Federowicz, Eric Filia, Todd Frazier, Anthony Gose, Edwin Jackson, Scott Kazmir, Patrick Kivlehan, Mark Kolozsvary, Jack López, Nick Martinez, Scott McGough, David Robertson, Joe Ryan, Ryder Ryan, Simeon Woods Richardson, Bubba Starling, Jamie Westbrook | Japon Défaite 0-2                  | 7 août     |
| Boxe          | Plumes hommes (-57 kg)              | Duke Ragan | Batyrgaziev Défaite 2-3            | 4 août     |
| Boxe          | Légers hommes (-63 kg)              | Keyshawn Davis | Cruz Gómez Défaite 1-4             | 5 août     |
| Boxe          | Super-lourds hommes (+91 kg)        | Richard Torrez | Jalolov Défaite 0-5                | 8 août     |
| Cyclisme      | BMX freestyle féminin               | Hannah Roberts | 96,10 points                       | 1er août   |
| Équitation    | Dressage par équipes                | Adrienne Lyle Steffen Peters Sabine Schut-Kery | 7 747,0 points                     | 27 juillet |
| Équitation    | Saut d'obstacles par équipes        | Laura Kraut Jessica Springsteen McLain Ward | 8.00 points (124 s 20 en barrages) | 7 août     |
| Escalade      | Combiné hommes                      | Nathaniel Coleman | 30 points                          | 5 août     |
| Gymnastique   | Concours général par équipes femmes | Simone Biles, Jordan Chiles, Sunisa Lee, Grace McCallum | 166,096 points                     | 27 juillet |
| Gymnastique   | Saut de cheval femmes               | MyKayla Skinner | 14,916 points                      | 1er août   |
| Haltérophilie | Moins de 76 kg femmes               | Katherine Nye | 249 kg                             | 1er août   |
| Lutte         | Lutte libre moins de 76 kg femmes   | Adeline Gray | Rotter-Focken Défaite 3-7          | 2 août     |
| Lutte         | Lutte libre moins de 97 kg hommes   | Kyle Snyder | Sadulaev Défaite 3-6               | 7 août     |
| Natation      | 400 m 4 nages masculin              | Jay Litherland | 4 min 10 s 28                      | 25 juillet |
| Natation      | 400 m 4 nages féminin               | Emma Weyant | 4 min 32 s 76                      | 25 juillet |
| Natation      | 400 m nage libre féminin            | Katie Ledecky | 3 min 57 s 36                      | 26 juillet |
| Natation      | 1 500 m nage libre féminin          | Erica Sullivan | 15 min 41 s 41                     | 28 juillet |
| Natation      | 200 m 4 nages féminin               | Alexandra Walsh | 2 min 8 s 65                       | 28 juillet |
| Natation      | 200 m papillon féminin              | Regan Smith | 2 min 5 s 30                       | 29 juillet |
| Natation      | Relais 4 × 200 m nage libre féminin | Paige Madden, Katie McLaughlin, Katie Ledecky, Allison Schmitt, Brooke Forde, Bella Sims | 7 min 40 s 73 AM                   | 29 juillet |
| Natation      | 200 m dos masculin                  | Ryan Murphy | 1 min 54 s 15                      | 30 juillet |
| Natation      | 200 m brasse féminin                | Lilly King | 2 min 19 s 92                      | 30 juillet |
| Natation      | Relais 4 × 100 m 4 nages féminin    | Torri Huske, Lydia Jacoby, Regan Smith, Abbey Weitzeil, Erika Brown, Claire Curzan, Lilly King, Rhyan White | 3 min 51 s 73                      | 1er août   |
| Plongeon      | Haut-vol à 10 m synchronisé féminin | Jessica Parratto Delaney Schnell | 310,80 points                      | 27 juillet |
| Plongeon      | Tremplin à 3 m synchronisé masculin | Andrew Capobianco Michael Hixon | 444,36 points                      | 27 juillet |
| Softball      | -                                   | Monica Abbott, Ali Aguilar, Valerie Arioto, Ally Carda, Amanda Chidester, Rachel Garcia, Haylie McCleney, Michelle Moultrie, Dejah Mulipola, Aubree Munro, Bubba Nickles, Cat Osterman, Janie Reed, Delaney Spaulding, Kelsey Stewart | Japon Défaite 0-2                  | 27 juillet |
| Tir           | Carabine à 10 m air comprimé mixte  | Lucas Kozeniesky Mary Tucker | Yang / Yang Défaite 13-17          | 27 juillet |
| Tir           | Trap femmes                         | Kayle Browning | 42 points                          | 29 juillet |
| Triathlon     | Relais mixte                        | Taylor Knibb, Kevin McDowell, Morgan Pearson, Katie Zaferes | 1 h 23 min 55 s                    | 31 juillet |

### Médaillés de bronze
| Sport         | Discipline                          | Athlète(s) | Performance                                        | Date       |
| ------------- | ----------------------------------- | --- | -------------------------------------------------- | ---------- |
| Athlétisme    | Relais 4 x 400 m mixte              | Kendall Ellis, Vernon Norwood, Trevor Stewart, Kaylin Whitney, Bryce Deadmon, Elija Godwin, Lynna Irby, Taylor Manson | 3 min 10 s 22                                      | 31 juillet |
| Athlétisme    | 200 m féminin                       | Gabrielle Thomas | 21 s 87 WJR                                        | 3 août     |
| Athlétisme    | 800 m féminin                       | Raevyn Rogers | 1 min 56 s 81                                      | 3 août     |
| Athlétisme    | 200 m masculin                      | Noah Lyles | 19 s 74                                            | 4 août     |
| Athlétisme    | 5 000 m masculin                    | Paul Chelimo | 12 min 59 s 5                                      | 6 août     |
| Athlétisme    | 400 m féminin                       | Allyson Felix | 49 s 46                                            | 6 août     |
| Athlétisme    | Marathon féminin                    | Molly Seidel | 2 h 27 min 46 s                                    | 7 août     |
| Boxe          | Welters femmes (-69 kg)             | Oshae Jones | Gu Défaite 1-4                                     | 4 août     |
| Cyclisme      | Poursuite par équipes féminine      | Chloé Dygert, Megan Jastrab, Emma White, Lily Williams | 4 min 8 s 040                                      | 3 août     |
| Escrime       | Fleuret masculin par équipes        | Race Imboden, Nick Itkin, Alexander Massialas, Gerek Meinhardt | ROC Défaite 41-45                                  | 1er août   |
| Football      | Tournoi féminin                     | Jane Campbell, Abby Dahlkemper, Tierna Davidson, Crystal Dunn, Adrianna Franch, Julie Ertz, Tobin Heath, Lindsey Horan, Casey Krueger, Rose Lavelle, Carli Lloyd, Kristie Mewis, Sam Mewis, Catarina Macario, Alex Morgan, Alyssa Naeher, Kelley O'Hara, Christen Press, Megan Rapinoe, Becky Sauerbrunn, Emily Sonnett, Lynn Williams | Australie Victoire 4-3                             | 5 août     |
| Gymnastique   | Barres asymétriques femmes          | Sunisa Lee | 14,500 points                                      | 1er août   |
| Gymnastique   | Poutre femmes                       | Simone Biles | 14,000 points                                      | 3 août     |
| Haltérophilie | Plus de 87 kg femmes                | Sarah Robles | 282 kg                                             | 2 août     |
| Karaté        | Kata hommes                         | Ariel Torres | Díaz Victoire 26,72 - 26,34                        | 6 août     |
| Lutte         | Lutte libre moins de 57 kg hommes   | Thomas Gilman | Atri Victoire 9-1                                  | 5 août     |
| Lutte         | Lutte libre moins de 57 kg femmes   | Helen Maroulis | Khongorzul Victoire 11-0                           | 5 août     |
| Lutte         | Lutte libre moins de 74 kg hommes   | Kyle Dake | Chamizo Victoire 5-0                               | 6 août     |
| Lutte         | Lutte libre moins de 50 kg femmes   | Sarah Hildebrandt | Livach Victoire 12-1                               | 7 août     |
| Plongeon      | Tremplin à 3 m féminin              | Krysta Palmer | 343,75 points                                      | 1er août   |
| Natation      | 400 m nage libre masculin           | Kieran Smith | 3 min 43 s 94                                      | 25 juillet |
| Natation      | 400 m 4 nages féminin               | Hali Flickinger | 4 min 34 s 90                                      | 25 juillet |
| Natation      | Relais 4 × 100 m nage libre féminin | Erika Brown, Natalie Hinds, Simone Manuel, Abbey Weitzeil, Catie DeLoof, Allison Schmitt, Olivia Smoliga | 3 min 32 s 81                                      | 25 juillet |
| Natation      | 100 m dos masculin                  | Ryan Murphy | 52 s 19                                            | 27 juillet |
| Natation      | 100 m dos féminin                   | Regan Smith | 58 s 5                                             | 27 juillet |
| Natation      | 100 m brasse féminin                | Lilly King | 1 min 5 s 54                                       | 27 juillet |
| Natation      | 200 m 4 nages féminin               | Kate Douglass | 2 min 9 s 4                                        | 28 juillet |
| Natation      | 200 m papillon féminin              | Hali Flickinger | 2 min 5 s 65                                       | 29 juillet |
| Natation      | 200 m brasse féminin                | Annie Lazor | 2 min 20 s 84                                      | 30 juillet |
| Skateboard    | Street masculin                     | Jagger Eaton | 35,35 points                                       | 25 juillet |
| Skateboard    | Park masculin                       | Cory Juneau | 84,13 points                                       | 5 août     |
| Tir           | Trap mixte                          | Brian Burrows Madelynn Bernau | Rehák-Štefečeková / Varga Victoire 42(+3) - 42(+2) | 31 juillet |
| Triathlon     | Compétition féminine                | Katie Zaferes | 1 h 57 min 3 s                                     | 27 juillet |

### Statistiques (par sport, par jour, par sexe, multi-médaillés)
| Sport         |    |    |    | Total |
| ------------- | -- | -- | -- | ----- |
| Athlétisme    | 7  | 12 | 7  | 26    |
| Baseball      | 0  | 1  | 0  | 1     |
| Basket-ball   | 3  | 0  | 0  | 3     |
| Boxe          | 0  | 3  | 1  | 4     |
| Canoë-kayak   | 1  | 0  | 0  | 1     |
| Cyclisme      | 1  | 1  | 1  | 3     |
| Équitation    | 0  | 2  | 0  | 2     |
| Escalade      | 0  | 1  | 0  | 1     |
| Escrime       | 1  | 0  | 1  | 2     |
| Football      | 0  | 0  | 1  | 1     |
| Golf          | 2  | 0  | 0  | 2     |
| Gymnastique   | 2  | 2  | 2  | 6     |
| Haltérophilie | 0  | 1  | 1  | 2     |
| Karaté        | 0  | 0  | 1  | 1     |
| Lutte         | 3  | 2  | 4  | 9     |
| Natation      | 11 | 10 | 9  | 30    |
| Plongeon      | 0  | 2  | 1  | 3     |
| Skateboard    | 0  | 0  | 2  | 2     |
| Softball      | 0  | 1  | 0  | 1     |
| Surf          | 1  | 0  | 0  | 1     |
| Taekwondo     | 1  | 0  | 0  | 1     |
| Tir           | 3  | 2  | 1  | 6     |
| Triathlon     | 0  | 1  | 1  | 2     |
| Volley-ball   | 2  | 0  | 0  | 2     |
| Water-polo    | 1  | 0  | 0  | 1     |
| Total         | 39 | 41 | 33 | 113   |

| Jour       |    |    |    | Total |
| ---------- | -- | -- | -- | ----- |
| 25 juillet | 4  | 2  | 4  | 10    |
| 26 juillet | 3  | 1  | 0  | 4     |
| 27 juillet | 2  | 5  | 4  | 11    |
| 28 juillet | 2  | 3  | 1  | 6     |
| 29 juillet | 3  | 3  | 1  | 7     |
| 30 juillet | 0  | 2  | 1  | 3     |
| 31 juillet | 2  | 1  | 2  | 5     |
| 1er août   | 4  | 6  | 3  | 13    |
| 2 août     | 2  | 2  | 1  | 5     |
| 3 août     | 2  | 3  | 4  | 9     |
| 4 août     | 1  | 3  | 2  | 6     |
| 5 août     | 4  | 4  | 4  | 12    |
| 6 août     | 2  | 1  | 4  | 7     |
| 7 août     | 5  | 3  | 2  | 10    |
| 8 août     | 3  | 2  | 0  | 5     |
| Total      | 39 | 41 | 33 | 113   |

| Sexe   |    |    |    | Total |
| ------ | -- | -- | -- | ----- |
| Femmes | 23 | 22 | 21 | 66    |
| Hommes | 16 | 15 | 10 | 41    |
| Mixte  | 0  | 4  | 2  | 6     |
| Total  | 39 | 41 | 33 | 113   |

| Athlète           | Sport       |   |   |   | Total |
| ----------------- | ----------- | - | - | - | ----- |
| Caeleb Dressel    | Natation    | 5 | 0 | 0 | 5     |
| Katie Ledecky     | Natation    | 2 | 2 | 0 | 4     |
| Sunisa Lee        | Gymnastique | 1 | 1 | 1 | 3     |
| Ryan Murphy       | Natation    | 1 | 1 | 1 | 3     |
| Lilly King        | Natation    | 0 | 2 | 1 | 3     |
| Regan Smith       | Natation    | 0 | 2 | 1 | 3     |
| Zach Apple        | Natation    | 2 | 0 | 0 | 2     |
| Robert Finke      | Natation    | 2 | 0 | 0 | 2     |
| Sydney McLaughlin | Athlétisme  | 2 | 0 | 0 | 2     |
| Athing Mu         | Athlétisme  | 2 | 0 | 0 | 2     |
| Blake Pieroni     | Natation    | 2 | 0 | 0 | 2     |
| Rai Benjamin      | Athlétisme  | 1 | 1 | 0 | 2     |
| Dalilah Muhammad  | Athlétisme  | 1 | 1 | 0 | 2     |
| Lydia Jacoby      | Natation    | 1 | 1 | 0 | 2     |
| Bryce Deadmon     | Athlétisme  | 1 | 0 | 1 | 2     |
| Kendall Ellis     | Athlétisme  | 1 | 0 | 1 | 2     |
| Allyson Felix     | Athlétisme  | 1 | 0 | 1 | 2     |
| Lynna Irby        | Athlétisme  | 1 | 0 | 1 | 2     |
| Vernon Norwood    | Athlétisme  | 1 | 0 | 1 | 2     |
| Trevor Stewart    | Athlétisme  | 1 | 0 | 1 | 2     |
| Kaylin Whitney    | Athlétisme  | 1 | 0 | 1 | 2     |
| Jennifer Valente  | Cyclisme    | 1 | 0 | 1 | 2     |
| Simone Biles      | Gymnastique | 0 | 1 | 1 | 2     |
| Erika Brown       | Natation    | 0 | 1 | 1 | 2     |
| Allison Schmitt   | Natation    | 0 | 1 | 1 | 2     |
| Gabrielle Thomas  | Athlétisme  | 0 | 1 | 1 | 2     |
| Abbey Weitzeil    | Natation    | 0 | 1 | 1 | 2     |
| Katie Zaferes     | Triathlon   | 0 | 1 | 1 | 2     |
| Hali Flickinger   | Natation    | 0 | 0 | 2 | 2     |

## Athlètes engagés
| Sport                 | Hommes | Femmes | Total |
| --------------------- | ------ | ------ | ----- |
| Athlétisme            | 63     | 65     | 128   |
| Aviron                | 13     | 24     | 37    |
| Badminton             | 3      | 1      | 4     |
| Baseball              | 24     | -      | 24    |
| Basket-ball           | 12     | 16     | 28    |
| Boxe                  | 5      | 5      | 10    |
| Canoë-kayak           | 2      | 2      | 4     |
| Cyclisme              | 9      | 19     | 28    |
| Équitation            | 5      | 4      | 9     |
| Escalade              | 2      | 2      | 4     |
| Escrime               | 11     | 12     | 23    |
| Football              | 0      | 22     | 22    |
| Golf                  | 4      | 4      | 8     |
| Gymnastique           | 6      | 14     | 20    |
| Haltérophilie         | 4      | 4      | 8     |
| Judo                  | 1      | 3      | 4     |
| Karaté                | 3      | 1      | 4     |
| Lutte                 | 9      | 6      | 15    |
| Natation              | 25     | 28     | 53    |
| Natation synchronisée | -      | 2      | 2     |
| Pentathlon moderne    | 1      | 1      | 2     |
| Plongeon              | 5      | 6      | 11    |
| Rugby à sept          | 13     | 13     | 26    |
| Skateboard            | 6      | 6      | 12    |
| Softball              | -      | 15     | 15    |
| Surf                  | 2      | 2      | 4     |
| Taekwondo             | 0      | 2      | 2     |
| Tennis                | 6      | 5      | 11    |
| Tennis de table       | 3      | 3      | 6     |
| Tir                   | 11     | 9      | 20    |
| Tir à l'arc           | 3      | 3      | 6     |
| Triathlon             | 2      | 3      | 5     |
| Voile                 | 6      | 7      | 13    |
| Volley-ball           | 16     | 16     | 32    |
| Water-polo            | 13     | 13     | 26    |
| Total                 | 288    | 338    | 626   |

## Résultats

### Athlétisme

#### Courses
| Athlète                                                                                              | Épreuve          | Série          | Série       | Demi-finale   | Demi-finale | Finale          | Finale                              |
| Athlète                                                                                              | Épreuve          | Temps          | Rang        | Temps         | Rang        | Temps           | Rang                                |
| --- | ---------------- | -------------- | ----------- | ------------- | ----------- | --------------- | ----------------------------------- |
| Ronnie Baker                                                                                         | 100 m            | 10 s 3         | 1er         | 9 s 83        | 2e          | 9 s 95          | 5e                                  |
| Trayvon Bromell                                                                                      | 100 m            | 10 s 5         | 4e          | 10 s 0        | 3e          | Éliminé         | Éliminé                             |
| Fred Kerley                                                                                          | 100 m            | 9 s 97         | 2e          | 9 s 96        | 1er         | 9 s 84          | Médaille d'argent, Jeux olympiques  |
| Kenneth Bednarek                                                                                     | 200 m            | 20 s 1         | 1er         | 19 s 83       | 2e          | 19 s 68         | Médaille d'argent, Jeux olympiques  |
| Erriyon Knighton                                                                                     | 200 m            | 20 s 55        | 1er         | 20 s 2        | 1er         | 19 s 93         | 4e                                  |
| Noah Lyles                                                                                           | 200 m            | 20 s 18        | 1er         | 19 s 99       | 3e          | 19 s 74         | Médaille de bronze, Jeux olympiques |
| Michael Cherry                                                                                       | 400 m            | 44 s 82        | 1er         | 44 s 44       | 1er         | 44 s 21         | 4e                                  |
| Michael Norman                                                                                       | 400 m            | 45 s 35        | 2e          | 44 s 52       | 2e          | 44 s 31         | 5e                                  |
| Randolph Ross                                                                                        | 400 m            | 45 s 67        | 4e          | Éliminé       | Éliminé     | Éliminé         | Éliminé                             |
| Bryce Hoppel                                                                                         | 800 m            | 1 min 45 s 64  | 3e          | 1 min 44 s 91 | 5e          | Éliminé         | Éliminé                             |
| Isaiah Jewett                                                                                        | 800 m            | 1 min 45 s 7   | 5e          | 2 min 38 s 12 | 7e          | Éliminé         | Éliminé                             |
| Clayton Murphy                                                                                       | 800 m            | 1 min 45 s 53  | 1er         | 1 min 44 s 18 | 2e          | 1 min 46 s 53   | 9e                                  |
| Matthew Centrowitz                                                                                   | 1 500 m          | 3 min 51 s 12  | 2e          | 3 min 33 s 69 | 9e          | Éliminé         | Éliminé                             |
| Cole Hocker                                                                                          | 1 500 m          | 3 min 36 s 16  | 4e          | 3 min 33 s 87 | 2e          | 3 min 31 s 40   | 6e                                  |
| Yared Nuguse                                                                                         | 1 500 m          | Forfait        | Forfait     | Éliminé       | Éliminé     | Éliminé         | Éliminé                             |
| Paul Chelimo                                                                                         | 5 000 m          | 13 min 30 s 15 | 2e          | Non disputé   | Non disputé | 12 min 59 s 5   | Médaille de bronze, Jeux olympiques |
| Grant Fisher                                                                                         | 5 000 m          | 13 min 31 s 80 | 8e          | Non disputé   | Non disputé | 13 min 8 s 40   | 9e                                  |
| Woody Kincaid                                                                                        | 5 000 m          | 13 min 39 s 4  | 3e          | Non disputé   | Non disputé | 13 min 17 s 20  | 14e                                 |
| Grant Fisher                                                                                         | 10 000 m         | Non disputé    | Non disputé | Non disputé   | Non disputé | 27 min 46 s 39  | 5e                                  |
| Woody Kincaid                                                                                        | 10 000 m         | Non disputé    | Non disputé | Non disputé   | Non disputé | 28 min 11 s 1   | 15e                                 |
| Joe Klecker                                                                                          | 10 000 m         | Non disputé    | Non disputé | Non disputé   | Non disputé | 28 min 14 s 18  | 16e                                 |
| Devon Allen                                                                                          | 110 m haies      | 13 s 21        | 1er         | 13 s 18       | 1er         | 13 s 14         | 4e                                  |
| Grant Holloway                                                                                       | 110 m haies      | 13 s 2         | 1er         | 13 s 13       | 1er         | 13 s 9          | Médaille d'argent, Jeux olympiques  |
| Daniel Roberts                                                                                       | 110 m haies      | 13 s 41        | 2e          | 13 s 33       | 5e          | Éliminé         | Éliminé                             |
| Rai Benjamin                                                                                         | 400 m haies      | 48 s 60        | 1er         | 47 s 37       | 2e          | 46 s 17 AM      | Médaille d'argent, Jeux olympiques  |
| David Kendziera                                                                                      | 400 m haies      | 49 s 23        | 4e          | 48 s 67       | 3e          | Éliminé         | Éliminé                             |
| Kenny Selmon                                                                                         | 400 m haies      | 48 s 61        | 2e          | 48 s 58       | 4e          | Éliminé         | Éliminé                             |
| Hillary Bor                                                                                          | 3 000 m steeple  | 8 min 19 s 80  | 6e          | Non disputé   | Non disputé | Éliminé         | Éliminé                             |
| Mason Ferlic                                                                                         | 3 000 m steeple  | 8 min 20 s 23  | 8e          | Non disputé   | Non disputé | Éliminé         | Éliminé                             |
| Benard Keter                                                                                         | 3 000 m steeple  | 8 min 17 s 31  | 6e          | Non disputé   | Non disputé | 8 min 22 s 12   | 11e                                 |
| Abdihakem Abdirahman                                                                                 | Marathon         | Non disputé    | Non disputé | Non disputé   | Non disputé | 2 h 18 min 27 s | 41e                                 |
| Jacob Riley                                                                                          | Marathon         | Non disputé    | Non disputé | Non disputé   | Non disputé | 2 h 16 min 26 s | 29e                                 |
| Galen Rupp                                                                                           | Marathon         | Non disputé    | Non disputé | Non disputé   | Non disputé | 2 h 11 min 41 s | 8e                                  |
| Nick Christie                                                                                        | 20 km marche     | Non disputé    | Non disputé | Non disputé   | Non disputé | 1 h 34 min 37 s | 50e                                 |
| Ronnie Baker Trayvon Bromell Cravon Gillespie Fred Kerley                                            | Relais 4 × 100 m | 38 s 10        | 6e          | Non disputé   | Non disputé | Éliminés        | Éliminés                            |
| Rai Benjamin Michael Cherry Bryce Deadmon Michael Norman Vernon Norwood Randolph Ross Trevor Stewart | Relais 4 × 400 m | 2 min 57 s 77  | 1er         | Non disputé   | Non disputé | 2 min 55 s 70   | Médaille d'or, Jeux olympiques      |

| Athlète | Épreuve          | Série          | Série       | Demi-finale   | Demi-finale | Finale           | Finale                              |
| Athlète | Épreuve          | Temps          | Rang        | Temps         | Rang        | Temps            | Rang                                |
| --- | ---------------- | -------------- | ----------- | ------------- | ----------- | ---------------- | ----------------------------------- |
| Teahna Daniels | 100 m            | 11 s 4         | 1re         | 10 s 98       | 3e          | 11 s 2           | 7e                                  |
| Javianne Oliver | 100 m            | 11 s 15        | 2e          | 11 s 8        | 5e          | Éliminée         | Éliminée                            |
| Jenna Prandini | 100 m            | 11 s 11        | 3e          | 11 s 11       | 4e          | Éliminée         | Éliminée                            |
| Anavia Battle | 200 m            | 22 s 54        | 2e          | 23 s 2        | 6e          | Éliminée         | Éliminée                            |
| Jenna Prandini | 200 m            | 22 s 56        | 1re         | 22 s 57       | 5e          | Éliminée         | Éliminée                            |
| Gabrielle Thomas | 200 m            | 22 s 20        | 2e          | 22 s 1        | 3e          | 21 s 87          | Médaille de bronze, Jeux olympiques |
| Allyson Felix | 400 m            | 50 s 84        | 1re         | 49 s 89       | 2e          | 49 s 46          | Médaille de bronze, Jeux olympiques |
| Quanera Hayes | 400 m            | 51 s 7         | 2e          | 49 s 81       | 3e          | 50 s 88          | 7e                                  |
| Wadeline Jonathas | 400 m            | 50 s 93        | 2e          | 50 s 51       | 1re         | Éliminée         | Éliminée                            |
| Athing Mu | 800 m            | 2 min 1 s 10   | 1re         | 1 min 58 s 7  | 1re         | 1 min 55 s 21 NR | Médaille d'or, Jeux olympiques      |
| Raevyn Rogers | 800 m            | 2 min 1 s 42   | 1re         | 1 min 59 s 28 | 3e          | 1 min 56 s 81    | Médaille de bronze, Jeux olympiques |
| Ajeé Wilson | 800 m            | 2 min 0 s 2    | 2e          | 2 min 0 s 79  | 4e          | Éliminée         | Éliminée                            |
| Heather MacLean | 1 500 m          | 4 min 2 s 40   | 5e          | 4 min 5 s 33  | 12e         | Éliminée         | Éliminée                            |
| Cory McGee | 1 500 m          | 4 min 5 s 15   | 8e          | 4 min 10 s 39 | 11e (qR)    | 4 min 5 s 50     | 12e                                 |
| Elinor Purrier St. Pierre                                                                                            | 1 500 m          | 4 min 5 s 34   | 3e          | 4 min 1 s     | 6e          | 4 min 1 s 75     | 10e                                 |
| Elise Cranny | 5 000 m          | 14 min 56 s 14 | 4e          | Non disputé   | Non disputé | 14 min 55 s 98   | 13e                                 |
| Rachel Schneider | 5 000 m          | 15 min 0 s 7   | 7e          | Non disputé   | Non disputé | Éliminée         | Éliminée                            |
| Karissa Schweizer | 5 000 m          | 14 min 51 s 34 | 7e          | Non disputé   | Non disputé | 14 min 55 s 80   | 11e                                 |
| Alicia Monson | 10 000 m         | Non disputé    | Non disputé | Non disputé   | Non disputé | 31 min 21 s 36   | 13e                                 |
| Karissa Schweizer | 10 000 m         | Non disputé    | Non disputé | Non disputé   | Non disputé | 31 min 19 s 96   | 12e                                 |
| Emily Sisson | 10 000 m         | Non disputé    | Non disputé | Non disputé   | Non disputé | 31 min 9 s 58    | 10e                                 |
| Christina Clemons | 100 m haies      | 12 s 91        | 2e          | 12 s 76       | 4e          | Éliminée         | Éliminée                            |
| Gabriele Cunningham                                                                                                  | 100 m haies      | 12 s 83        | 3e          | 12 s 67       | 4e          | 13 s 1           | 7e                                  |
| Kendra Harrison | 100 m haies      | 12 s 74        | 1re         | 12 s 51       | 2e          | 12 s 52          | Médaille d'argent, Jeux olympiques  |
| Anna Cockrell | 400 m haies      | 55 s 37        | 3e          | 54 s 17       | 2e          | 54 s 19          | 7e                                  |
| Sydney McLaughlin | 400 m haies      | 54 s 65        | 1re         | 53 s 3        | 1re         | 51 s 46 WR       | Médaille d'or, Jeux olympiques      |
| Dalilah Muhammad | 400 m haies      | 53 s 97        | 1re         | 53 s 30       | 1re         | 51 s 58          | Médaille d'argent, Jeux olympiques  |
| Emma Coburn | 3 000 m steeple  | 9 min 16 s 91  | 3e          | Non disputé   | Non disputé | Disqualifiée     | Disqualifiée                        |
| Valerie Constien | 3 000 m steeple  | 9 min 24 s 31  | 4e          | Non disputé   | Non disputé | 9 min 31 s 61    | 12e                                 |
| Courtney Frerichs | 3 000 m steeple  | 9 min 19 s 34  | 1re         | Non disputé   | Non disputé | 9 min 4 s 79     | Médaille d'argent, Jeux olympiques  |
| Sally Kipyego | Marathon         | Non disputé    | Non disputé | Non disputé   | Non disputé | 2 h 32 min 53 s  | 17e                                 |
| Molly Seidel | Marathon         | Non disputé    | Non disputé | Non disputé   | Non disputé | 2 h 27 min 46 s  | Médaille de bronze, Jeux olympiques |
| Aliphine Tuliamuk | Marathon         | Non disputé    | Non disputé | Non disputé   | Non disputé | Abandon          | Abandon                             |
| Robyn Stevens | 20 km marche     | Non disputé    | Non disputé | Non disputé   | Non disputé | 1 h 37 min 42 s  | 33e                                 |
| Teahna Daniels Javianne Oliver Jenna Prandini Gabrielle Thomas English Gardner Aleia Hobbs                           | Relais 4 x 100 m | 41 s 90        | 2e          | Non disputé   | Non disputé | 41 s 45          | Médaille d'argent, Jeux olympiques  |
| Allyson Felix Sydney McLaughlin Athing Mu Dalilah Muhammad Kendall Ellis Lynna Irby Wadeline Jonathas Kaylin Whitney | Relais 4 x 400 m | 3 min 20 s 86  | 1re         | Non disputé   | Non disputé | 3 min 16 s 85    | Médaille d'or, Jeux olympiques      |

| Athlètes | Épreuve          | Série         | Série | Finale        | Finale                             |
| Athlètes | Épreuve          | Temps         | Rang  | Temps         | Rang                               |
| --- | ---------------- | ------------- | ----- | ------------- | ---------------------------------- |
| Kendall Ellis Vernon Norwood Trevor Stewart Kaylin Whitney Bryce Deadmon Elija Godwin Lynna Irby Taylor Manson | Relais 4 x 400 m | 3 min 11 s 39 | 1er   | 3 min 10 s 22 | Médaille d'argent, Jeux olympiques |

#### Concours
| Athlète             | Épreuve           | Qualification | Qualification | Finale      | Finale                             |
| Athlète             | Épreuve           | Performance   | Rang          | Performance | Rang                               |
| ------------------- | ----------------- | ------------- | ------------- | ----------- | ---------------------------------- |
| Marquis Dendy       | Saut en longueur  | 7,85 m        | 19e           | Éliminé     | Éliminé                            |
| JuVaughn Harrison   | Saut en longueur  | 8,13 m        | 5e            | 8,15 m      | 5e                                 |
| Steffin McCarter    | Saut en longueur  | 7,92 m        | 15e           | Éliminé     | Éliminé                            |
| Chris Benard        | Triple saut       | 16,59 m       | 18e           | Éliminé     | Éliminé                            |
| Will Claye          | Triple saut       | 16,91 m       | 8e            | 17,44 m     | 4e                                 |
| Donald Scott        | Triple saut       | 17,01 m       | 6e            | 17,18 m     | 7e                                 |
| JuVaughn Harrison   | Saut en hauteur   | 2,28 m        | 4e            | 2,33 m      | 7e                                 |
| Shelby McEwen       | Saut en hauteur   | 2,28 m        | 8e            | 2,27 m      | 12e                                |
| Darryl Sullivan     | Saut en hauteur   | 2,17 m        | 30e           | Éliminé     | Éliminé                            |
| KC Lightfoot        | Saut à la perche  | 5,75 m        | 3e            | 5,80 m      | 4e                                 |
| Matt Ludwig         | Saut à la perche  | 5,50 m        | 19e           | Éliminé     | Éliminé                            |
| Chris Nilsen        | Saut à la perche  | 5,75 m        | 1er           | 5,97 m      | Médaille d'argent, Jeux olympiques |
| Ryan Crouser        | Lancer du poids   | 22,05 m       | 1er           | 23,30 m OR  | Médaille d'or, Jeux olympiques     |
| Joe Kovacs          | Lancer du poids   | 20,93 m       | 11e           | 22,65 m     | Médaille d'argent, Jeux olympiques |
| Payton Otterdahl    | Lancer du poids   | 20,90 m       | 12e           | 20,32 m     | 10e                                |
| Mason Finley        | Lancer du disque  | 60,34 m       | 23e           | Éliminé     | Éliminé                            |
| Reginald Jagers III | Lancer du disque  | 61,47 m       | 19e           | Éliminé     | Éliminé                            |
| Sam Mattis          | Lancer du disque  | 63,74 m       | 8e            | 63,88 m     | 8e                                 |
| Michael Shuey       | Lancer du javelot | NM            | -             | Éliminé     | Éliminé                            |
| Curtis Thompson     | Lancer du javelot | 78,20 m       | 21e           | Éliminé     | Éliminé                            |
| Daniel Haugh        | Lancer du marteau | 75,73 m       | 12e           | 76,22 m     | 11e                                |
| Rudy Winkler        | Lancer du marteau | 78,81 m       | 2e            | 77,08 m     | 7e                                 |
| Alex Young          | Lancer du marteau | 75,09 m       | 16e           | Éliminé     | Éliminé                            |

| Athlète               | Épreuve                  | Qualification | Qualification | Finale      | Finale                             |
| Athlète               | Épreuve                  | Performance   | Rang          | Performance | Rang                               |
| --------------------- | ------------------------ | ------------- | ------------- | ----------- | ---------------------------------- |
| Quanesha Burks        | Saut en longueur         | 6,56 m        | 13e           | Éliminée    | Éliminée                           |
| Tara Davis            | Saut en longueur         | 6,85 m        | 4e            | 6,84 m      | 6e                                 |
| Brittney Reese        | Saut en longueur         | 6,86 m        | 3e            | 6,97 m      | Médaille d'argent, Jeux olympiques |
| Tori Franklin         | Triple saut              | 13,68 m       | 25e           | Éliminée    | Éliminée                           |
| Jasmine Moore         | Triple saut              | 13,76 m       | 23e           | Éliminée    | Éliminée                           |
| Keturah Orji          | Triple saut              | 14,26 m       | 11e           | 14,59 m     | 7e                                 |
| Tynita Butts-Thompson | Saut en hauteur féminin  | 1,82 m        | 31e           | Éliminée    | Éliminée                           |
| Vashti Cunningham     | Saut en hauteur féminin  | 1,95 m        | 9e            | 1,96 m      | 6e                                 |
| Rachel McCoy          | Saut en hauteur féminin  | 1,86 m        | 25e           | Éliminée    | Éliminée                           |
| Morgann LeLeux        | Saut à la perche féminin | 4,55 m        | 13e           | NM          | -                                  |
| Sandi Morris          | Saut à la perche féminin | 4,40 m        | 16e           | Éliminée    | Éliminée                           |
| Katie Nageotte        | Saut à la perche féminin | 4,55 m        | 1re           | 4,90 m      | Médaille d'or, Jeux olympiques     |
| Adelaide Aquilla      | Lancer du poids          | 17,68 m       | 19e           | Éliminée    | Éliminée                           |
| Jessica Ramsey        | Lancer du poids          | 18,75 m       | 9e            | NM          | -                                  |
| Raven Saunders        | Lancer du poids          | 19,22 m       | 3e            | 19,79 m     | Médaille d'argent, Jeux olympiques |
| Valarie Allman        | Lancer du disque         | 66,42 m       | 1re           | 68,98 m     | Médaille d'or, Jeux olympiques     |
| Kelsey Card           | Lancer du disque         | 56,04 m       | 28e           | Éliminée    | Éliminée                           |
| Rachel Dincoff        | Lancer du disque         | 56,22 m       | 27e           | Éliminée    | Éliminée                           |
| Ariana Ince           | Lancer du javelot        | 54,98 m       | 27e           | Éliminée    | Éliminée                           |
| Maggie Malone         | Lancer du javelot        | 63,07 m       | 2e            | 59,82 m     | 10e                                |
| Kara Winger           | Lancer du javelot        | 59,71 m       | 17e           | Éliminée    | Éliminée                           |
| Brooke Andersen       | Lancer du marteau        | 74,00 m       | 3e            | 72,16 m     | 10e                                |
| Gwen Berry            | Lancer du marteau        | 73,19 m       | 7e            | 71,35 m     | 11e                                |
| DeAnna Price          | Lancer du marteau        | 72,55 m       | 9e            | 73,09 m     | 8e                                 |

#### Combinés
| Athlète          | Épreuve  | 100 H   | SH     | LP      | 200 m   | SL     | LJ      | 800 m         | Total | Rang |
| ---------------- | -------- | ------- | ------ | ------- | ------- | ------ | ------- | ------------- | ----- | ---- |
| Erica Bougard    | Résultat | 13 s 14 | 1,86 m | 12,69 m | 24 s 8  | 6,06 m | 46,60 m | 2 min 15 s 92 | 6 379 | 9e   |
| Erica Bougard    | Points   | 1 103   | 1 154  | 707     | 973     | 868    | 794     | 880           | 6 379 | 9e   |
| Annie Kunz       | Résultat | 13 s 49 | 1,80 m | 15,15 m | 24 s 12 | 6,32 m | 42,77 m | 2 min 15 s 93 | 6 420 | 6e   |
| Annie Kunz       | Points   | 1 052   | 978    | 871     | 969     | 949    | 721     | 880           | 6 420 | 6e   |
| Kendell Williams | Résultat | 12 s 97 | 1,80 m | 12,41 m | 24 s 0  | 6,57 m | 48,78 m | 2 min 16 s 91 | 6 508 | 5e   |
| Kendell Williams | Points   | 1 129   | 978    | 688     | 981     | 1 030  | 836     | 866           | 6 508 | 5e   |

| Athlète           | Épreuve  | 100 m   | SL     | LP      | SH     | 400 m   | 110 H   | LD      | SP     | LJ      | 1 500 m       | Total | Rang |
| ----------------- | -------- | ------- | ------ | ------- | ------ | ------- | ------- | ------- | ------ | ------- | ------------- | ----- | ---- |
| Steve Bastien     | Résultat | 10 s 69 | 7,39 m | 14,40 m | 2,05 m | 47 s 64 | 14 s 42 | 40,77 m | 4,60 m | 58,21 m | 4 min 26 s 95 | 8 326 | 10e  |
| Steve Bastien     | Points   | 931     | 908    | 753     | 850    | 927     | 921     | 680     | 790    | 711     | 765           | 8 326 | 10e  |
| Garrett Scantling | Résultat | 10 s 67 | 7,30 m | 15,59 m | 1,99 m | 48 s 25 | 14 s 3  | 45,46 m | 5,10 m | 69,10 m | 4 min 35 s 54 | 8 611 | 4e   |
| Garrett Scantling | Points   | 935     | 886    | 826     | 794    | 897     | 971     | 776     | 941    | 876     | 709           | 8 611 | 4e   |
| Zach Ziemek       | Résultat | 10 s 55 | 7,20 m | 14,99 m | 2,05 m | 49 s 6  | 14 s 51 | 44,87 m | 5,30 m | 60,44 m | 4 min 38 s 38 | 8 435 | 6e   |
| Zach Ziemek       | Points   | 963     | 862    | 789     | 850    | 858     | 910     | 764     | 1 004  | 744     | 961           | 8 435 | 6e   |

### Aviron
| Athlète | Compétition         | Séries        | Séries | Repêchages    | Repêchages  | Finale                 | Finale |
| Athlète | Compétition         | Temps         | Rang   | Temps         | Rang        | Temps                  | Rang   |
| --- | ------------------- | ------------- | ------ | ------------- | ----------- | ---------------------- | ------ |
| Clark Dean Michael Grady Andrew Reed Anders Weiss                                                                             | Quatre sans barreur | 5 min 57 s 27 | 2e     | Non disputé   | Non disputé | Finale A 5 min 48 s 85 | 5e     |
| Justin Best Liam Corrigan Ben Davison Austin Hack Conor Harrity Nick Mead Alex Miklasevich Alexander Richards Julian Venonsky | Huit                | 5 min 30 s 57 | 2e     | 5 min 23 s 43 | 3e          | Finale A 5 min 26 s 75 | 4e     |

| Athlète | Compétition                 | Séries        | Séries | Repêchages    | Repêchages  | Quarts de finale | Quarts de finale | Demi-finales                  | Demi-finales | Finale                 | Finale |
| Athlète | Compétition                 | Temps         | Rang   | Temps         | Rang        | Temps            | Rang             | Temps                         | Rang         | Temps                  | Rang   |
| --- | --------------------------- | ------------- | ------ | ------------- | ----------- | ---------------- | ---------------- | ----------------------------- | ------------ | ---------------------- | ------ |
| Kara Kohler | Skiff                       | 7 min 49 s 71 | 1re    | Non disputé   | Non disputé | 7 min 59 s 39    | 2e               | Demi-finale A/B 7 min 26 s 10 | 4e           | Finale B 7 min 29 s 72 | 9e     |
| Tracy Eisser Megan Kalmoe | Deux sans barreur           | 7 min 26 s 95 | 4e     | 7 min 29 s 87 | 2e          | Non disputé      | Non disputé      | Demi-finale A/B 7 min 2 s 52  | 5e           | Finale B 7 min 2 s 16  | 10e    |
| Genevra Stone Kristina Wagner | Deux de couple              | 6 min 55 s 65 | 2e     | Exemptées     | Exemptées   | Non disputé      | Non disputé      | Demi-finale A/B 7 min 11 s 14 | 3e           | Finale A 6 min 52 s 98 | 5e     |
| Mary Reckford Michelle Sechser | Deux de couple poids légers | 7 min 5 s 30  | 3e     | 7 min 21 s 25 | 1er         | Non disputé      | Non disputé      | Demi-finale A/B 6 min 41 s 54 | 2e           | Finale A 6 min 48 s 54 | 5e     |
| Kendall Chase Claire Collins Grace Luczak Madeleine Wanamaker                                                                           | Quatre sans barreur         | 6 min 43 s 80 | 4e     | 6 min 53 s 26 | 5e          | Non disputé      | Non disputé      | Non disputé                   | Non disputé  | Finale B 6 min 33 s 65 | 7e     |
| Cicely Madden Meghan O'Leary Alie Rusher Ellen Tomek                                                                                    | Quatre de couple            | 6 min 34 s 36 | 5e     | 6 min 50 s 74 | 6e          | Non disputé      | Non disputé      | Non disputé                   | Non disputé  | Finale B 6 min 30 s 3  | 10e    |
| Charlotte Buck Olivia Coffey Gia Doonan Katelin Guregian Brooke Mooney Meghan Musnicki Kristine O'Brien Regina Salmons Jessica Thoennes | Huit                        | 6 min 8 s 69  | 1er    | Exemptées     | Exemptées   | Non disputé      | Non disputé      | Non disputé                   | Non disputé  | Finale A 6 min 2 s 78  | 4e     |

### Badminton
| Athlète                  | Compétition   | Phase de groupes             | Phase de groupes                    | Phase de groupes                      | Phase de groupes | 1/8e de finale            | Quarts de finale | Demi-finales     | Finale           | Finale   |
| Athlète                  | Compétition   | Adversaire Score             | Adversaire Score                    | Adversaire Score                      | Rang             | Adversaire Score          | Adversaire Score | Adversaire Score | Adversaire Score | Rang     |
| ------------------------ | ------------- | ---------------------------- | ----------------------------------- | ------------------------------------- | ---------------- | ------------------------- | ---------------- | ---------------- | ---------------- | -------- |
| Timothy Lam              | Simple hommes | Momota Défaite 12-21, 9-21   | Heo Défaite 10-21, 15-21            | Non disputé                           | 3e du gr. A      | Éliminé                   | Éliminé          | Éliminé          | Éliminé          | Éliminé  |
| Beiwen Zhang             | Simple dames  | Ulitina Victoire 21-12, 21-7 | Silva Victoire 21-9, 21-10          | Non disputé                           | 1er du gr. H     | He Défaite 14-21, 7-9 ab. | Éliminée         | Éliminée         | Éliminée         | Éliminée |
| Phillip Chew / Ryan Chew | Double hommes | Li / Liu Défaite 9-21, 17-21 | Kamura / Sonada Défaite 11-21, 3-21 | Lamsfuß / Seidel Défaite 10-21, 16-21 | 4e du gr. C      | Non disputé               | Éliminés         | Éliminés         | Éliminés         | Éliminés |

### Baseball
| Phase de groupes    | Phase de groupes          | Phase de groupes | Tour 1           | Repêchage 1      | Tour 2                   | Repêchage 2                         | Demi-finale               | Finale / 3e place | Finale / 3e place                  |
| Adversaire Score    | Adversaire Score          | Rang             | Adversaire Score | Adversaire Score | Adversaire Score         | Adversaire Score                    | Adversaire Score          | Adversaire Score  | Rang                               |
| ------------------- | ------------------------- | ---------------- | ---------------- | ---------------- | ------------------------ | ----------------------------------- | ------------------------- | ----------------- | ---------------------------------- |
| Israël Victoire 8-1 | Corée du Sud Victoire 4-2 | 1er              | Exemptés         | Exemptés         | Japon Défaite 6-7 (F/10) | République dominicaine Victoire 3-1 | Corée du Sud Victoire 7-2 | Japon Défaite 0-2 | Médaille d'argent, Jeux olympiques |

### Basket-ball

#### Basket-ball à cinq
| Épreuve          | Phase de groupe        | Phase de groupe      | Phase de groupe          | Phase de groupe | Quart de finale          | Demi-finale              | Finale / MB           | Rang                           |
| Épreuve          | Adversaire Score       | Adversaire Score     | Adversaire Score         | Rang            | Adversaire Score         | Adversaire Score         | Adversaire Score      | Rang                           |
| ---------------- | ---------------------- | -------------------- | ------------------------ | --------------- | ------------------------ | ------------------------ | --------------------- | ------------------------------ |
| Tournoi masculin | France Défaite 76-83   | Iran Victoire 120-66 | Tchéquie Victoire 119-84 | 2e              | Espagne Victoire 95-81   | Australie Victoire 97-78 | France Victoire 87-82 | Médaille d'or, Jeux olympiques |
| Tournoi féminin  | Nigeria Victoire 81-72 | Japon Victoire 86-69 | France Victoire 92-83    | 1er             | Australie Victoire 79-55 | Serbie Victoire 79-59    | Japon Victoire 90-75  | Médaille d'or, Jeux olympiques |

#### Basket-ball à trois
| Épreuve         | Phase de poules       | Phase de poules        | Phase de poules         | Phase de poules    | Phase de poules       | Phase de poules      | Phase de poules     | Phase de poules | Quart de finale  | Demi-finale           | Finale / MB        | Rang                           |
| Épreuve         | Adversaire Score      | Adversaire Score       | Adversaire Score        | Adversaire Score   | Adversaire Score      | Adversaire Score     | Adversaire Score    | Rang            | Adversaire Score | Adversaire Score      | Adversaire Score   | Rang                           |
| --------------- | --------------------- | ---------------------- | ----------------------- | ------------------ | --------------------- | -------------------- | ------------------- | --------------- | ---------------- | --------------------- | ------------------ | ------------------------------ |
| Tournoi féminin | France Victoire 17-10 | Mongolie Victoire 21-9 | Roumanie Victoire 22-11 | ROC Victoire 20-16 | Italie Victoire 17-13 | Chine Victoire 21-19 | Japon Défaite 18-20 | 1er             | Exemptées        | France Victoire 18-16 | ROC Victoire 18-15 | Médaille d'or, Jeux olympiques |

### Boxe
| Athlète         | Catégorie                    | 1/16e de finale         | 1/8e de finale           | Quart de finale      | Demi-finale               | Finale                  | Rang                               |
| Athlète         | Catégorie                    | Adversaire Résultat     | Adversaire Résultat      | Adversaire Résultat  | Adversaire Résultat       | Adversaire Résultat     | Rang                               |
| --------------- | ---------------------------- | ----------------------- | ------------------------ | -------------------- | ------------------------- | ----------------------- | ---------------------------------- |
| Duke Ragan      | Plumes hommes (-57 kg)       | Kistohurry Victoire 3-2 | Temirzhanov Victoire 5-0 | Walker Victoire 3-2  | Takyi Victoire 4-1        | Batyrgaziev Défaite 2-3 | Médaille d'argent, Jeux olympiques |
| Keyshawn Davis  | Légers hommes (-63 kg)       | Lacruz Victoire 5-0     | Oumiha Victoire (RSC)    | Mamedov Victoire 4-1 | Bachkov Victoire 5-0      | Cruz Gómez Défaite 1-4  | Médaille d'argent, Jeux olympiques |
| Delante Johnson | Welters hommes (-69 kg)      | Arregui Victoire 3-2    | Zhussupov Victoire 4-1   | Iglesias Défaite 0-5 | Éliminé                   | Éliminé                 | 5e                                 |
| Troy Isley      | Moyens hommes (-75 kg)       | Bandarenka Victoire 5-0 | Bakshi Défaite 2-3       | Éliminé              | Éliminé                   | Éliminé                 | 9e                                 |
| Richard Torrez  | Super-lourds hommes (+91 kg) | Exempté                 | Bouloudinat Victoire 5-0 | Peró Victoire 4-1    | Kunkabayev Victoire (RSC) | Jalolov Défaite 0-5     | Médaille d'argent, Jeux olympiques |

| Athlète         | Catégorie               | 1/16e de finale         | 1/8e de finale            | Quart de finale      | Demi-finale         | Finale              | Rang                                |
| Athlète         | Catégorie               | Adversaire Résultat     | Adversaire Résultat       | Adversaire Résultat  | Adversaire Résultat | Adversaire Résultat | Rang                                |
| --------------- | ----------------------- | ----------------------- | ------------------------- | -------------------- | ------------------- | ------------------- | ----------------------------------- |
| Virginia Fuchs  | Mouches femmes (-51 kg) | Soluianova Victoire 3-2 | Krasteva Défaite 0-5      | Éliminée             | Éliminée            | Éliminée            | 9e                                  |
| Yarisel Ramirez | Plumes femmes (-57 kg)  | Ćaćić Défaite 0-5       | Éliminée                  | Éliminée             | Éliminée            | Éliminée            | 17e                                 |
| Rashida Ellis   | Légers femmes (-60 kg)  | Exemptée                | Dubois Défaite 0-3        | Éliminée             | Éliminée            | Éliminée            | 9e                                  |
| Oshae Jones     | Welters femmes (-69 kg) | Exemptée                | Cruz Victoire 3-2         | Moronta Victoire 4-0 | Gu Défaite 1-4      | Éliminée            | Médaille de bronze, Jeux olympiques |
| Naomi Graham    | Moyens femmes (-75 kg)  | Non disputé             | Magomedalieva Défaite 1-4 | Éliminée             | Éliminée            | Éliminée            | 9e                                  |

### Canoë-kayak
| Athlète        | Compétition     | Séries   | Séries | Quarts de finale | Quarts de finale | Demi-finales | Demi-finales | Finale Finale B Finale C | Finale Finale B Finale C       |
| Athlète        | Compétition     | Temps    | Rang   | Temps            | Rang             | Temps        | Rang         | Temps                    | Rang                           |
| -------------- | --------------- | -------- | ------ | ---------------- | ---------------- | ------------ | ------------ | ------------------------ | ------------------------------ |
| Nevin Harrison | C1 200 m femmes | 44 s 938 | 1er    | Exempté          | Exempté          | 46 s 697     | 1er          | 45 s 932                 | Médaille d'or, Jeux olympiques |

| Athlète        | Compétition  | Séries   | Séries | Séries   | Séries | Séries   | Séries | Demi-finales | Demi-finales | Finale   | Finale   |
| Athlète        | Compétition  | Run 1    | Rang   | Run 2    | Rang   | Meilleur | Rang   | Temps        | Rang         | Temps    | Rang     |
| -------------- | ------------ | -------- | ------ | -------- | ------ | -------- | ------ | ------------ | ------------ | -------- | -------- |
| Zachary Lokken | C-1 masculin | 99 s 74  | 3e     | 166 s 94 | 17e    | 99 s 74  | 4e     | 105 s 97     | 7e           | 106 s 8  | 7e       |
| Michal Smolen  | K-1 masculin | 96 s 61  | 13e    | 98 s 3   | 22e    | 96 s 61  | 19e    | 96 s 11      | 3e           | 99 s 12  | 5e       |
| Evy Leibfarth  | C-1 féminin  | 115 s 55 | 7e     | 113 s 6  | 6e     | 113 s 6  | 7e     | 183 s 32     | 18e          | Éliminée | Éliminée |
| Evy Leibfarth  | K-1 féminin  | 123 s 85 | 20e    | 109 s 70 | 14e    | 109 s 70 | 15e    | 112 s 73     | 12e          | Éliminée | Éliminée |

### Cyclisme

#### BMX
| Athlète          | Compétition | Quart de finale | Quart de finale | Demi-finale | Demi-finale | Finale   | Finale   |
| Athlète          | Compétition | Points          | Rang            | Points      | Rang        | Temps    | Rang     |
| ---------------- | ----------- | --------------- | --------------- | ----------- | ----------- | -------- | -------- |
| Connor Fields    | Hommes      | 4               | 1er             | 12          | 4e          | Forfait  | Forfait  |
| Corben Sharrah   | Hommes      | 11              | 4e              | 22          | 8e          | Éliminé  | Éliminé  |
| Payton Ridenour  | Femmes      | 13              | 5e              | Éliminée    | Éliminée    | Éliminée | Éliminée |
| Felicia Stancil  | Femmes      | 5               | 2e              | 7           | 1re         | 45 s 131 | 4e       |
| Alise Willoughby | Femmes      | 3               | 1re             | 18          | 8e          | Éliminée | Éliminée |

| Athlète        | Compétition | Tour de classement | Tour de classement | Tour de classement | Tour de classement | Finale   | Finale   | Finale   | Finale                             |
| Athlète        | Compétition | Manche 1           | Manche 2           | Moyenne            | Rang               | Manche 1 | Manche 2 | Résultat | Rang                               |
| -------------- | ----------- | ------------------ | ------------------ | ------------------ | ------------------ | -------- | -------- | -------- | ---------------------------------- |
| Nick Bruce     | Hommes      | 6,60               | 1,00               | 3,80               | 9e                 | 24,60    | Forfait  | 24,60    | 9e                                 |
| Justin Dowell  | Hommes      | 69,80              | 80,60              | 75,20              | 8e                 | 44,60    | 31,60    | 44,60    | 8e                                 |
| Perris Benegas | Femmes      | 84,80              | 88,20              | 86,50              | 2e                 | 81,20    | 88,50    | 88,50    | 4e                                 |
| Hannah Roberts | Femmes      | 89,80              | 85,60              | 87,70              | 1re                | 96,10    | 28,40    | 96,10    | Médaille d'argent, Jeux olympiques |

#### Sur piste
| Athlète      | Compétition                 | Qualification        | Qualification | 32e de finale            | Repêchages 1             | 16e de finale                              | Repêchages 2               | 8e de finale             | Repêchages 3             | Quarts de finale         | Demi-finales             | Finale Match de classement | Finale Match de classement |          |
| Athlète      | Compétition                 | Temps Vitesse        | Rang          | Adversaire Temps Vitesse | Adversaire Temps Vitesse | Adversaire Temps Vitesse                   | Adversaire Temps Vitesse   | Adversaire Temps Vitesse | Adversaire Temps Vitesse | Adversaire Temps Vitesse | Adversaire Temps Vitesse | Adversaire Temps Vitesse   | Rang                       |          |
| ------------ | --------------------------- | -------------------- | ------------- | ------------------------ | ------------------------ | ------------------------------------------ | -------------------------- | ------------------------ | ------------------------ | ------------------------ | ------------------------ | -------------------------- | -------------------------- | -------- |
| Maddie Godby | Vitesse individuelle femmes | 10 s 869 66,243 km/h | 20e           | Genest Défaite 11 s 223  | Non disputé              | Lee Shmeleva Victoire 11 s 372 66,313 km/h | Friedrich Défaite 11 s 476 | Lee Défaite 11 s 570     | Éliminée                 | Éliminée                 | Éliminée                 | Éliminée                   | Éliminée                   | Éliminée |

| Athlète                                                              | Compétition                  | Qualification  | Qualification | Premier tour                                        | Premier tour | Finale                                       | Finale                              |
| Athlète                                                              | Compétition                  | Temps          | Rang          | Adversaire Résultat                                 | Rang         | Adversaire Résultat                          | Rang                                |
| -------------------------------------------------------------------- | ---------------------------- | -------------- | ------------- | --------------------------------------------------- | ------------ | -------------------------------------------- | ----------------------------------- |
| Chloé Dygert Megan Jastrab Jennifer Valente Emma White Lily Williams | Poursuite par équipes femmes | 4 min 10 s 118 | 3e            | Grande-Bretagne Défaite 4 min 6 s 748-4 min 7 s 562 | 3e           | Canada Victoire 4 min 8 s 040-4 min 10 s 552 | Médaille de bronze, Jeux olympiques |

| Athlète      | Compétition   | 1er tour | Repêchages  | Quarts de finale | Demi-finales | Finale (1-6) ou classement (7-12) |
| Athlète      | Compétition   | Rang     | Rang        | Rang             | Rang         | Rang                              |
| ------------ | ------------- | -------- | ----------- | ---------------- | ------------ | --------------------------------- |
| Maddie Godby | Keirin femmes | 2e       | Non disputé | 5e               | Éliminée     | 13e                               |

| Athlète          | Compétition   | Scratch | Scratch | Course tempo | Course tempo | Élimination | Élimination | Course aux points | Course aux points | Total | Rang                           |
| Athlète          | Compétition   | Rang    | Points  | Rang         | Points       | Rang        | Points      | Rang              | Points            | Total | Rang                           |
| ---------------- | ------------- | ------- | ------- | ------------ | ------------ | ----------- | ----------- | ----------------- | ----------------- | ----- | ------------------------------ |
| Gavin Hoover     | Omnium hommes | 10e     | 22      | 5e           | 22           | 11e         | 74          | 8e                | 25                | 99    | 8e                             |
| Jennifer Valente | Omnium femmes | 1re     | 40      | 3e           | 36           | 4e          | 34          | 3e                | 14                | 124   | Médaille d'or, Jeux olympiques |

| Athlète                        | Épreuve | Points  | Tours   | Classement |
| ------------------------------ | ------- | ------- | ------- | ---------- |
| Adrian Hegyvary Gavin Hoover   | Hommes  | Abandon | Abandon | Abandon    |
| Megan Jastrab Jennifer Valente | Femmes  | 1       | 0       | 9e         |

#### Sur route
| Athlète         | Compétition      | Temps             | Rang |
| --------------- | ---------------- | ----------------- | ---- |
| Lawson Craddock | Contre-la-montre | 1 h 3 min 52 s 99 | 34e  |
| Brandon McNulty | Contre-la-montre | 59 min 57 s 73    | 24e  |
| Lawson Craddock | Course en ligne  | 6 h 21 min 46 s   | 80e  |
| Brandon McNulty | Course en ligne  | 6 h 6 min 33 s    | 6e   |

| Athlète      | Compétition      | Temps           | Rang |
| ------------ | ---------------- | --------------- | ---- |
| Chloé Dygert | Contre-la-montre | 32 min 29 s 89  | 7e   |
| Amber Neben  | Contre-la-montre | 31 min 26 s 13  | 5e   |
| Chloé Dygert | Course en ligne  | 3 h 58 min 51 s | 31e  |
| Coryn Rivera | Course en ligne  | 3 h 54 min 31 s | 7e   |
| Leah Thomas  | Course en ligne  | 3 h 56 min 7 s  | 29e  |
| Ruth Winder  | Course en ligne  | 4 h 2 min 16 s  | 45e  |

#### VTT
| Athlète             | Compétition | Temps           | Rang |
| ------------------- | ----------- | --------------- | ---- |
| Christopher Blevins | Hommes      | 1 h 28 min 13 s | 14e  |
| Haley Batten        | Femmes      | 1 h 20 min 13 s | 9e   |
| Kate Courtney       | Femmes      | 1 h 22 min 19 s | 15e  |
| Chloe Woodruff      | Femmes      | -1 tour         | 31e  |

### Équitation
| Athlète                                        | Cheval         | Compétition | Grand Prix | Grand Prix | Grand prix spécial | Grand prix spécial                 | Grand prix libre | Grand prix libre | Grand prix libre | Grand prix libre |
| Athlète                                        | Cheval         | Compétition | Score      | Rang       | Score              | Rang                               | Technique        | Artistique       | Total            | Rang             |
| ---------------------------------------------- | -------------- | ----------- | ---------- | ---------- | ------------------ | ---------------------------------- | ---------------- | ---------------- | ---------------- | ---------------- |
| Adrienne Lyle                                  | Salvino        | Individuel  | 74,876     | 14e        | Non disputé        | Non disputé                        | Forfait          | Forfait          | Forfait          | Forfait          |
| Steffen Peters                                 | Suppenkasper   | Individuel  | 76,196     | 11e        | Non disputé        | Non disputé                        | 76,393           | 85,543           | 80,968           | 10e              |
| Sabine Schut-Kery                              | Sanceo         | Individuel  | 78,416     | 7e         | Non disputé        | Non disputé                        | 80,143           | 88,457           | 84,300           | 5e               |
| Adrienne Lyle Steffen Peters Sabine Schut-Kery | voir ci-dessus | Par équipes | 7 389,5    | 4e         | 7 747,0            | Médaille d'argent, Jeux olympiques | Non disputé      | Non disputé      | Non disputé      | Non disputé      |

| Athlète                               | Cheval         | Compétition | Dressage  | Dressage | Cross-country | Cross-country | Cross-country | Saut d'obstacles | Saut d'obstacles | Saut d'obstacles | Saut d'obstacles | Saut d'obstacles | Saut d'obstacles |
| Athlète                               | Cheval         | Compétition | Dressage  | Dressage | Cross-country | Cross-country | Cross-country | Qualification    | Qualification    | Qualification    | Finale           | Finale           | Finale           |
| Athlète                               | Cheval         | Compétition | Pénalités | Rang     | Pénalités     | Total         | Rang          | Pénalités        | Total            | Rang             | Pénalités        | Total            | Rang             |
| ------------------------------------- | -------------- | ----------- | --------- | -------- | ------------- | ------------- | ------------- | ---------------- | ---------------- | ---------------- | ---------------- | ---------------- | ---------------- |
| Phillip Dutton                        | Z              | Individuel  | 30.50     | 16e      | 4.80          | 35.30         | 17e           | 8.00             | 43.30            | 19e              | 10.80            | 54.10            | 21e              |
| Boyd Martin                           | Tsetserleg     | Individuel  | 31.10     | 20e      | 3.20          | 34.30         | 14e           | 4.40             | 38.70            | 15e              | 13.60            | 52.30            | 20e              |
| Doug Payne                            | Vandiver       | Individuel  | 33.00     | 8e       | 6.80          | 39.80         | 23e           | 4.00             | 43.80            | 20e              | 4.40             | 48.20            | 16e              |
| Phillip Dutton Boyd Martin Doug Payne | voir ci-dessus | Par équipes | 94.60     | 8e       | 14.80         | 109.40        | 5e            | 16.40            | 125.80           | 6e               | Non disputé      | Non disputé      | Non disputé      |

| Athlète                                     | Cheval                                          | Compétition | Qualification | Qualification | Qualification | Qualification | Qualification | Finale    | Finale   | Finale   | Barrage   | Barrage  | Barrage                            |
| Athlète                                     | Cheval                                          | Compétition | Pénalités     | Pénalités     | Pénalités     | Temps         | Rang          | Pénalités | Temps    | Rang     | Pénalités | Temps    | Rang                               |
| Athlète                                     | Cheval                                          | Compétition | Saut          | Temps         |               | Temps         | Rang          | Pénalités | Temps    | Rang     | Pénalités | Temps    | Rang                               |
| ------------------------------------------- | ----------------------------------------------- | ----------- | ------------- | ------------- | ------------- | ------------- | ------------- | --------- | -------- | -------- | --------- | -------- | ---------------------------------- |
| Kent Farrington                             | Gazelle                                         | Individuel  | 4.00          | 0.00          | 4.00          | 87.15         | 31e           | Éliminé   | Éliminé  | Éliminé  | Éliminé   | Éliminé  | Éliminé                            |
| Laura Kraut                                 | Baloutinue                                      | Individuel  | 8.00          | 0.00          | 8.00          | 85.23         | 44e           | Éliminée  | Éliminée | Éliminée | Éliminée  | Éliminée | Éliminée                           |
| Jessica Springsteen                         | Don Juan van de Donkhoeve                       | Individuel  | 4.00          | 0.00          | 4.00          | 87.15         | 31e           | Éliminée  | Éliminée | Éliminée | Éliminée  | Éliminée | Éliminée                           |
| Laura Kraut Jessica Springsteen McLain Ward | Baloutinue Don Juan van de Donkhoeve Contagious | Par équipes | -             | -             | 13.00         | -             | 5e            | 8.00      | -        | =1er     | 0.00      | 124.20   | Médaille d'argent, Jeux olympiques |

### Escalade
| Athlète           | Compétition    | Qualifications | Qualifications | Qualifications | Qualifications | Qualifications | Qualifications | Qualifications | Qualifications | Qualifications | Finale   | Finale   | Finale    | Finale   | Finale     | Finale     | Finale     | Finale   | Finale                             |
| Athlète           | Compétition    | Vitesse        | Vitesse        | Bloc           | Bloc           | Difficulté     | Difficulté     | Difficulté     | Total          | Rang           | Vitesse  | Vitesse  | Bloc      | Bloc     | Difficulté | Difficulté | Difficulté | Total    | Rang                               |
| Athlète           | Compétition    | MT             | Rang           | Résultat       | Rang           | PA             | Temps          | Rang           | Total          | Rang           | MT       | Rang     | Résultat  | Rang     | PA         | Temps      | Rang       | Total    | Rang                               |
| ----------------- | -------------- | -------------- | -------------- | -------------- | -------------- | -------------- | -------------- | -------------- | -------------- | -------------- | -------- | -------- | --------- | -------- | ---------- | ---------- | ---------- | -------- | ---------------------------------- |
| Nathaniel Coleman | Combiné hommes | 6 s 21         | 6e             | 1T3z 4 6       | 11e            | 39             | -              | 5e             | 550,00         | 8e             | 1 s      | 1er      | 2T3z 4 4  | 1er      | 35+        | -          | 5e         | 30       | Médaille d'argent, Jeux olympiques |
| Colin Duffy       | Combiné hommes | 6 s 23         | 6e             | 2T2z 17 12     | 5e             | 42+            | 4 min 44 s     | 2e             | 60,00          | 3e             | 6 s 35   | 5e       | 1T3z 1 5  | 4e       | 40         | -          | 3e         | 60       | 7e                                 |
| Kyra Condie       | Combiné femmes | 8 s 8          | 7e             | 1T3z 4 5       | 11e            | 22+            | -              | 11e            | 847,00         | 11e            | Éliminée | Éliminée | Éliminée  | Éliminée | Éliminée   | Éliminée   | Éliminée   | Éliminée | Éliminée                           |
| Brooke Raboutou   | Combiné femmes | 8 s 67         | 12e            | 3T4z 4 4       | 2e             | 26+            | 3 min 40 s     | 8e             | 192,00         | 5e             | 8 s 77   | 7e       | 0T3z 0 10 | 2e       | 20+        | -          | 6e         | 84       | 5e                                 |

### Escrime
| Athlète                                                     | Compétition         | 1/32e de finale          | 1/16e de finale              | 1/8e de finale              | Quarts de finale         | Demi-finales Classement 5-8 | Finale 3e place Classement 5e, 7e places | Rang                                |
| Athlète                                                     | Compétition         | Adversaire Score         | Adversaire Score             | Adversaire Score            | Adversaire Score         | Adversaire Score            | Adversaire Score                         | Rang                                |
| ----------------------------------------------------------- | ------------------- | ------------------------ | ---------------------------- | --------------------------- | ------------------------ | --------------------------- | ---------------------------------------- | ----------------------------------- |
| Jacob Hoyle                                                 | Épée individuelle   | Exempté                  | Park Défaite 10-15           | Éliminé                     | Éliminé                  | Éliminé                     | Éliminé                                  | 26e                                 |
| Curtis McDowald                                             | Épée individuelle   | Exempté                  | Bardenet Défaite 12-15       | Éliminé                     | Éliminé                  | Éliminé                     | Éliminé                                  | 24e                                 |
| Yeisser Ramirez                                             | Épée individuelle   | Niggeler Victoire 15-6   | Bida Défaite 2-15            | Éliminé                     | Éliminé                  | Éliminé                     | Éliminé                                  | 30e                                 |
| Jacob Hoyle Curtis McDowald Yeisser Ramirez                 | Épée par équipes    | Non disputé              | Non disputé                  | Japon Défaite 39-45         | Éliminés                 | Éliminés                    | Éliminés                                 | 9e                                  |
| Nick Itkin                                                  | Fleuret individuel  | Exempté                  | A. Borodachev Victoire 15-11 | K. Borodachev Défaite 13-15 | Éliminé                  | Éliminé                     | Éliminé                                  | 12e                                 |
| Alexander Massialas                                         | Fleuret individuel  | Exempté                  | Joppich Défaite 12-15        | Éliminé                     | Éliminé                  | Éliminé                     | Éliminé                                  | 18e                                 |
| Gerek Meinhardt                                             | Fleuret individuel  | Exempté                  | Mylnikov Défaite 11-15       | Éliminé                     | Éliminé                  | Éliminé                     | Éliminé                                  | 17e                                 |
| Race Imboden Nick Itkin Alexander Massialas Gerek Meinhardt | Fleuret par équipes | Non disputé              | Non disputé                  | Exemptés                    | Allemagne Victoire 45-36 | ROC Défaite 41-45           | Japon Victoire 45-31                     | Médaille de bronze, Jeux olympiques |
| Eli Dershwitz                                               | Sabre individuel    | Exempté                  | Streets Victoire 15-9        | Kim Défaite 9-15            | Éliminé                  | Éliminé                     | Éliminé                                  | 9e                                  |
| Daryl Homer                                                 | Sabre individuel    | Exempté                  | Amer Défaite 11-15           | Éliminé                     | Éliminé                  | Éliminé                     | Éliminé                                  | 23e                                 |
| Andrew Mackiewicz                                           | Sabre individuel    | Shimamura Victoire 15-13 | Oh Défaite 7-15              | Éliminé                     | Éliminé                  | Éliminé                     | Éliminé                                  | 31e                                 |
| Eli Dershwitz Daryl Homer Andrew Mackiewicz Khalil Thompson | Sabre par équipes   | Non disputé              | Non disputé                  | Exemptés                    | Hongrie Défaite 36-45    | Iran Défaite 36-45          | ROC Défaite WO                           | 8e                                  |

| Athlète                                                             | Compétition         | 1/16e de finale        | 1/8e de finale           | Quarts de finale           | Demi-finales Classement 5-8 | Finale 3e place Classement 5e, 7e places | Rang                           |
| Athlète                                                             | Compétition         | Adversaire Score       | Adversaire Score         | Adversaire Score           | Adversaire Score            | Adversaire Score                         | Rang                           |
| ------------------------------------------------------------------- | ------------------- | ---------------------- | ------------------------ | -------------------------- | --------------------------- | ---------------------------------------- | ------------------------------ |
| Katharine Holmes                                                    | Épée individuelle   | Song Défaite 12-15     | Éliminée                 | Éliminée                   | Éliminée                    | Éliminée                                 | 24e                            |
| Courtney Hurley                                                     | Épée individuelle   | Zhu Défaite 8-15       | Éliminée                 | Éliminée                   | Éliminée                    | Éliminée                                 | 26e                            |
| Kelley Hurley                                                       | Épée individuelle   | Kirpu Victoire 15-14   | Murtazaeva Défaite 11-12 | Éliminée                   | Éliminée                    | Éliminée                                 | 12e                            |
| Katharine Holmes Courtney Hurley Kelley Hurley Anna van Brummen     | Épée par équipes    | Non disputé            | Non disputé              | Corée du Sud Défaite 33-28 | Hong Kong Victoire 42-31    | Pologne Victoire 33-26                   | 5e                             |
| Jacqueline Dubrovich                                                | Fleuret individuel  | Ebert Défaite 14-15    | Éliminée                 | Éliminée                   | Éliminée                    | Éliminée                                 | 21e                            |
| Lee Kiefer                                                          | Fleuret individuel  | Berthier Victoire 15-4 | Harvey Victoire 15-13    | Ueno Victoire 15-11        | Korobeynikova Victoire 15-6 | Deriglazova Victoire 15-13               | Médaille d'or, Jeux olympiques |
| Nicole Ross                                                         | Fleuret individuel  | Karamete Victoire 15-5 | Ueno Défaite 9-15        | Éliminée                   | Éliminée                    | Éliminée                                 | 12e                            |
| Jacqueline Dubrovich Lee Kiefer Nicole Ross Sabrina Massialas       | Fleuret par équipes | Non disputé            | Non disputé              | Japon Victoire 45-36       | ROC Défaite 42-45           | Italie Défaite 23-45                     | 4e                             |
| Anne-Elizabeth Stone                                                | Sabre individuel    | Bashta Défaite 9-15    | Éliminée                 | Éliminée                   | Éliminée                    | Éliminée                                 | 19e                            |
| Dagmara Wozniak                                                     | Sabre individuel    | Nikitina Défaite 14-15 | Éliminée                 | Éliminée                   | Éliminée                    | Éliminée                                 | 25e                            |
| Mariel Zagunis                                                      | Sabre individuel    | Page Victoire 15-3     | Kim Victoire 15-12       | Velikaïa Défaite 8-15      | Éliminée                    | Éliminée                                 | 5e                             |
| Anne-Elizabeth Stone Dagmara Wozniak Mariel Zagunis Francesca Russo | Sabre par équipes   | Non disputé            | Non disputé              | France Défaite 30-45       | Chine Victoire 45-35        | Japon Défaite 43-45                      | 6e                             |

### Football
| Compétition     | Phase de groupe   | Phase de groupe               | Phase de groupe   | Phase de groupe | Quart de finale                      | Demi-finale        | Finale / MB            | Finale / MB                         |
| Compétition     | Adversaire Score  | Adversaire Score              | Adversaire Score  | Rang            | Adversaire Score                     | Adversaire Score   | Adversaire Score       | Rang                                |
| --------------- | ----------------- | ----------------------------- | ----------------- | --------------- | ------------------------------------ | ------------------ | ---------------------- | ----------------------------------- |
| Tournoi féminin | Suède Défaite 0-3 | Nouvelle-Zélande Victoire 6-1 | Australie Nul 0-0 | 2e              | Pays-Bas Victoire 2-2 (4-2 t. a. b.) | Canada Défaite 0-1 | Australie Victoire 4-3 | Médaille de bronze, Jeux olympiques |

### Golf
| Athlète           | Scores | Scores | Scores | Scores | Total     | Rang                           |
| Athlète           | Jour 1 | Jour 2 | Jour 3 | Jour 4 | Total     | Rang                           |
| ----------------- | ------ | ------ | ------ | ------ | --------- | ------------------------------ |
| Collin Morikawa   | 69     | 70     | 67     | 63     | 269 (-15) | T3                             |
| Patrick Reed      | 68     | 71     | 70     | 65     | 274 (-10) | T22                            |
| Xander Schauffele | 68     | 63     | 68     | 67     | 266 (-18) | Médaille d'or, Jeux olympiques |
| Justin Thomas     | 71     | 70     | 68     | 65     | 274 (-10) | T22                            |

| Athlète       | Scores | Scores | Scores | Scores | Total     | Rang                           |
| Athlète       | Jour 1 | Jour 2 | Jour 3 | Jour 4 | Total     | Rang                           |
| ------------- | ------ | ------ | ------ | ------ | --------- | ------------------------------ |
| Danielle Kang | 69     | 69     | 74     | 65     | 277 (-7)  | T20                            |
| Jessica Korda | 71     | 67     | 73     | 64     | 275 (-9)  | T15                            |
| Nelly Korda   | 67     | 62     | 69     | 69     | 267 (-17) | Médaille d'or, Jeux olympiques |
| Lexi Thompson | 72     | 71     | 69     | 69     | 281 (-3)  | 33e                            |

### Gymnastique

#### Artistique
| Athlète      | Qualifications | Qualifications | Qualifications | Qualifications | Qualifications    | Qualifications | Qualifications | Qualifications | Finale   | Finale         | Finale   | Finale   | Finale            | Finale     | Finale  | Finale |
| Athlète      | Appareil       | Appareil       | Appareil       | Appareil       | Appareil          | Appareil       | Total          | Rang           | Appareil | Appareil       | Appareil | Appareil | Appareil          | Appareil   | Total   | Rang   |
| Athlète      | Sol            | Cheval d'arçon | Anneaux        | Saut           | Barres parallèles | Barre fixe     | Total          | Rang           | Sol      | Cheval d'arçon | Anneaux  | Saut     | Barres parallèles | Barre fixe | Total   | Rang   |
| ------------ | -------------- | -------------- | -------------- | -------------- | ----------------- | -------------- | -------------- | -------------- | -------- | -------------- | -------- | -------- | ----------------- | ---------- | ------- | ------ |
| Brody Malone | 13,666         | 13,733         | 14,200         | 14,533         | 14,633            | 14,533         | 85,298         | 11e            | -        | 14,000         | 14,100   | 14,233   | -                 | 14,633     | -       | -      |
| Sam Mikulak  | 14,466         | 13,900         | 13,866         | 14,133         | 15,433            | 12,866         | 84,664         | 14e            | 12,133   | 13,733         | -        | 14,466   | 15,000            | 14,566     | -       | -      |
| Yul Moldauer | 14,866         | 14,233         | 14,033         | 14,133         | 13,900            | 12,933         | 84,098         | 19e            | 14,366   | 14,366         | 13,900   | 14,200   | 14,566            | -          | -       | -      |
| Shane Wiskus | 14,733         | 13,366         | 13,866         | 13,000         | 14,700            | 13,700         | 83,365         | 21e            | 13,466   | -              | 14,166   | -        | 14,700            | 14,000     | -       | -      |
| Total        | 44,065         | 41,866         | 42,099         | 42,799         | 44,766            | 41,166         | 256,761        | 4e             | 39,965   | 42,099         | 42,166   | 42,899   | 44,266            | 43,199     | 254,594 | 5e     |

| Athlète      | Compétition       | Qualifications                 | Qualifications                 | Qualifications                 | Qualifications                 | Qualifications                 | Qualifications                 | Qualifications                 | Qualifications                 | Finale   | Finale         | Finale   | Finale   | Finale            | Finale     | Finale | Finale |
| Athlète      | Compétition       | Appareil                       | Appareil                       | Appareil                       | Appareil                       | Appareil                       | Appareil                       | Total                          | Rang                           | Appareil | Appareil       | Appareil | Appareil | Appareil          | Appareil   | Total  | Rang   |
| Athlète      | Compétition       | Sol                            | Cheval d'arçon                 | Anneaux                        | Saut                           | Barres parallèles              | Barre fixe                     | Total                          | Rang                           | Sol      | Cheval d'arçon | Anneaux  | Saut     | Barres parallèles | Barre fixe | Total  | Rang   |
| ------------ | ----------------- | ------------------------------ | ------------------------------ | ------------------------------ | ------------------------------ | ------------------------------ | ------------------------------ | ------------------------------ | ------------------------------ | -------- | -------------- | -------- | -------- | ----------------- | ---------- | ------ | ------ |
| Brody Malone | Concours général  | voir les résultats par équipes | voir les résultats par équipes | voir les résultats par équipes | voir les résultats par équipes | voir les résultats par équipes | voir les résultats par équipes | voir les résultats par équipes | voir les résultats par équipes | 14,300   | 14,100         | 13,833   | 14,366   | 13,466            | 14,400     | 84,465 | 10e    |
| Sam Mikulak  | Concours général  | voir les résultats par équipes | voir les résultats par équipes | voir les résultats par équipes | voir les résultats par équipes | voir les résultats par équipes | voir les résultats par équipes | voir les résultats par équipes | voir les résultats par équipes | 12,933   | 13,566         | 13,533   | 14,533   | 14,966            | 13,633     | 83,164 | 12e    |
| Yul Moldauer | Sol               | 14,866                         | -                              | -                              | -                              | -                              | -                              | -                              | 6e                             | 13,533   | -              | -        | -        | -                 | -          | -      | 6e     |
| Alec Yoder   | Cheval d'arçons   | -                              | 15,200                         | -                              | -                              | -                              | -                              | -                              | 4e                             | -        | 14,566         | -        | -        | -                 | -          | -      | 6e     |
| Sam Mikulak  | Barres parallèles | -                              | -                              | -                              | -                              | 15,433                         | -                              | -                              | 5e                             | -        | -              | -        | -        | 15,000            | -          | -      | 6e     |
| Brody Malone | Barre fixe        | -                              | -                              | -                              | -                              | -                              | 14,533                         | -                              | 4e                             | -        | -              | -        | -        | -                 | 14,200     | -      | 4e     |

| Athlète        | Qualifications | Qualifications      | Qualifications | Qualifications | Qualifications | Qualifications | Finale   | Finale              | Finale   | Finale   | Finale  | Finale                             |
| Athlète        | Appareil       | Appareil            | Appareil       | Appareil       | Total          | Rang           | Appareil | Appareil            | Appareil | Appareil | Total   | Rang                               |
| Athlète        | Saut           | Barres asymétriques | Poutre         | Sol            | Total          | Rang           | Saut     | Barres asymétriques | Poutre   | Sol      | Total   | Rang                               |
| -------------- | -------------- | ------------------- | -------------- | -------------- | -------------- | -------------- | -------- | ------------------- | -------- | -------- | ------- | ---------------------------------- |
| Simone Biles   | 15,183         | 14,566              | 14,066         | 14,133         | 57,731         | 1re            | 13,766   | -                   | -        | -        | -       | -                                  |
| Jordan Chiles  | 14,700         | 12,866              | 11,566         | 13,566         | 52,968         | 40e            | 14,666   | 14,166              | 13,433   | 11,700   | -       | -                                  |
| Sunisa Lee     | 14,333         | 15,200              | 14,200         | 13,433         | 57,166         | 3e             | -        | 15,400              | 14,133   | 13,666   | -       | -                                  |
| Grace McCallum | 14,533         | 14,100              | 13,066         | 13,466         | 55,165         | 13e            | 14,300   | 13,700              | 13,666   | 13,500   | -       | -                                  |
| Total          | 44,199         | 43,866              | 41,332         | 41,165         | 170,562        | 2e             | 42,732   | 43,266              | 41,232   | 38,866   | 166,096 | Médaille d'argent, Jeux olympiques |

| Athlète         | Compétition         | Qualifications                 | Qualifications                 | Qualifications                 | Qualifications                 | Qualifications                 | Qualifications                 | Finale   | Finale              | Finale   | Finale   | Finale   | Finale                              |
| Athlète         | Compétition         | Appareil                       | Appareil                       | Appareil                       | Appareil                       | Total                          | Rang                           | Appareil | Appareil            | Appareil | Appareil | Total    | Rang                                |
| Athlète         | Compétition         | Saut                           | Barres asymétriques            | Poutre                         | Sol                            | Total                          | Rang                           | Saut     | Barres asymétriques | Poutre   | Sol      | Total    | Rang                                |
| --------------- | ------------------- | ------------------------------ | ------------------------------ | ------------------------------ | ------------------------------ | ------------------------------ | ------------------------------ | -------- | ------------------- | -------- | -------- | -------- | ----------------------------------- |
| Jade Carey      | Concours général    | 15,166                         | 14,133                         | 12,866                         | 14,100                         | 56,265                         | 9e                             | 15,200   | 13,500              | 11,533   | 13,966   | 54,199   | 8e                                  |
| Sunisa Lee      | Concours général    | voir les résultats par équipes | voir les résultats par équipes | voir les résultats par équipes | voir les résultats par équipes | voir les résultats par équipes | voir les résultats par équipes | 14,600   | 15,300              | 13,833   | 13,700   | 57,433   | Médaille d'or, Jeux olympiques      |
| MyKayla Skinner | Concours général    | 14,866                         | 13,666                         | 13,233                         | 13,566                         | 55,398                         | 11e                            | Éliminée | Éliminée            | Éliminée | Éliminée | Éliminée | Éliminée                            |
| Jade Carey      | Saut de cheval      | 15,166                         | -                              | -                              | -                              | -                              | 2e                             | 12,416   | -                   | -        | -        | -        | 8e                                  |
| MyKayla Skinner | Saut de cheval      | 14,866                         | -                              | -                              | -                              | -                              | 4e                             | 14,916   | -                   | -        | -        | -        | Médaille d'argent, Jeux olympiques  |
| Sunisa Lee      | Barres asymétriques | -                              | 15,200                         | -                              | -                              | -                              | 2e                             | -        | 14,500              | -        | -        | -        | Médaille de bronze, Jeux olympiques |
| Simone Biles    | Poutre              | -                              | -                              | 14,066                         | -                              | -                              | 7e                             | -        | -                   | 14,000   | -        | -        | Médaille de bronze, Jeux olympiques |
| Sunisa Lee      | Poutre              | -                              | -                              | 14,200                         | -                              | -                              | 3e                             | -        | -                   | 13,866   | -        | -        | 5e                                  |
| Jade Carey      | Sol                 | -                              | -                              | -                              | 14,100                         | -                              | 3e                             | -        | -                   | -        | 14,366   | -        | Médaille d'or, Jeux olympiques      |

#### Rythmique
| Athlète         | Qualification | Qualification | Qualification | Qualification | Qualification | Qualification | Finale   | Finale   | Finale   | Finale   | Finale   | Finale   |
| Athlète         |               |               |               |               | Total         | Rang          |          |          |          |          | Total    | Rang     |
| --------------- | ------------- | ------------- | ------------- | ------------- | ------------- | ------------- | -------- | -------- | -------- | -------- | -------- | -------- |
| Evita Griskenas | 23,675        | 23,400        | 23,850        | 20,775        | 91,700        | 12e           | Éliminée | Éliminée | Éliminée | Éliminée | Éliminée | Éliminée |
| Laura Zeng      | 22,000        | 23,700        | 24,700        | 21,000        | 91,400        | 13e           | Éliminée | Éliminée | Éliminée | Éliminée | Éliminée | Éliminée |

| Athlète                                                                      | Qualification | Qualification | Qualification | Qualification | Finale    | Finale    | Finale    | Finale    |
| Athlète                                                                      | 5             | 4 + 3         | Total         | Rang          | 5         | 4 + 3     | Total     | Rang      |
| ---------------------------------------------------------------------------- | ------------- | ------------- | ------------- | ------------- | --------- | --------- | --------- | --------- |
| Isabelle Connor Camilla Feeley Lili Mizuno Nicole Sladkov Elizaveta Pletneva | 37,850        | 35,825        | 73,675        | 11e           | Éliminées | Éliminées | Éliminées | Éliminées |

#### Trampoline
| Athlète          | Compétition     | Qualifications | Qualifications | Finale  | Finale  |
| Athlète          | Compétition     | Score          | Rang           | Score   | Rang    |
| ---------------- | --------------- | -------------- | -------------- | ------- | ------- |
| Aliaksei Shostak | Concours hommes | 82,150         | 13e            | Éliminé | Éliminé |
| Nicole Ahsinger  | Concours femmes | 102,110        | 7e             | 54,350  | 6e      |

### Haltérophilie
| Athlète           | Compétition     | Arraché  | Arraché | Épaulé-jeté | Épaulé-jeté | Total  | Rang |
| Athlète           | Compétition     | Résultat | Rang    | Résultat    | Rang        | Total  | Rang |
| ----------------- | --------------- | -------- | ------- | ----------- | ----------- | ------ | ---- |
| Clarence Cummings | Moins de 73 kg  | 145 kg   | 9e      | 180 kg      | 7e          | 325 kg | 9e   |
| Harrison Maurus   | Moins de 81 kg  | 161 kg   | 7e      | 200 kg      | 3e          | 361 kg | 4e   |
| Wesley Kitts      | Moins de 109 kg | 177 kg   | 8e      | 213 kg      | 8e          | 390 kg | 8e   |
| Caine Wilkes      | Plus de 109 kg  | 173 kg   | 12e     | 217 kg      | 8e          | 390 kg | 9e   |

| Athlète          | Compétition    | Arraché  | Arraché | Épaulé-jeté | Épaulé-jeté | Total   | Rang                                |
| Athlète          | Compétition    | Résultat | Rang    | Résultat    | Rang        | Total   | Rang                                |
| ---------------- | -------------- | -------- | ------- | ----------- | ----------- | ------- | ----------------------------------- |
| Jourdan Delacruz | Moins de 49 kg | 86 kg    | 3e      | Abandon     | Abandon     | Abandon | Abandon                             |
| Katherine Nye    | Moins de 76 kg | 111 kg   | 3e      | 138 kg      | 2e          | 249 kg  | Médaille d'argent, Jeux olympiques  |
| Mattie Rogers    | Moins de 87 kg | 108 kg   | 6e      | 138 kg      | 6e          | 246 kg  | 6e                                  |
| Sarah Robles     | Plus de 87 kg  | 128 kg   | 2e      | 154 kg      | 3e          | 282 kg  | Médaille de bronze, Jeux olympiques |

### Judo
| Athlète          | Compétition           | 1er tour                    | 2e tour             | Quart de finale     | Demi-finale         | Repêchage           | Finale              | Rang |
| Athlète          | Compétition           | Adversaire Résultat         | Adversaire Résultat | Adversaire Résultat | Adversaire Résultat | Adversaire Résultat | Adversaire Résultat | Rang |
| ---------------- | --------------------- | --------------------------- | ------------------- | ------------------- | ------------------- | ------------------- | ------------------- | ---- |
| Colton Brown     | Moins de 90 kg hommes | Schwendinger Victoire 11-00 | Žgank Défaite 00-01 | Éliminé             | Éliminé             | Éliminé             | Éliminé             | 9e   |
| Angelica Delgado | Moins de 52 kg femmes | Ramos Victoire 10-00        | Pupp Défaite 00-10  | Éliminée            | Éliminée            | Éliminée            | Éliminée            | 9e   |
| Nefeli Papadakis | Moins de 78 kg femmes | Yoon Défaite 00-10          | Éliminée            | Éliminée            | Éliminée            | Éliminée            | Éliminée            | 17e  |
| Nina Cutro-Kelly | Plus de 78 kg femmes  | Velenšek Défaite 00-11      | Éliminée            | Éliminée            | Éliminée            | Éliminée            | Éliminée            | 17e  |

### Karaté
| Athlète      | Compétition           | Tour de qualification | Tour de qualification   | Tour de qualification | Tour de qualification  | Tour de qualification | Demi-finale         | Finale              | Rang |
| Athlète      | Compétition           | Match 1               | Match 2                 | Match 3               | Match 4                | Place                 | Demi-finale         | Finale              | Rang |
| Athlète      | Compétition           | Adversaire Résultat   | Adversaire Résultat     | Adversaire Résultat   | Adversaire Résultat    | Place                 | Adversaire Résultat | Adversaire Résultat | Rang |
| ------------ | --------------------- | --------------------- | ----------------------- | --------------------- | ---------------------- | --------------------- | ------------------- | ------------------- | ---- |
| Thomas Scott | Moins de 75 kg hommes | Nishimura Défaite 0-2 | Hárspataki Victoire 8-3 | Horuna Défaite 1-2    | Abdelaziz Victoire 7-6 | 3e                    | Éliminé             | Éliminé             | 7e   |
| Brian Irr    | Plus de 75 kg hommes  | Gaysinsky Nul 0-0     | Hamedi Défaite 1-4      | Ganjzadeh Défaite 0-6 | Kvesić Défaite 1-3     | 5e                    | Éliminé             | Éliminé             | 9e   |

| Athlète        | Compétition | Tour de qualification | Tour de qualification | Tour de qualification | Tour de qualification | Phase de classement | Phase de classement | Finale / MB                   | Rang                                |
| Athlète        | Compétition | 1er kata              | 2e kata               | Moyenne kata          | Place                 | 3e kata             | Place               | Adversaire Résultat           | Rang                                |
| -------------- | ----------- | --------------------- | --------------------- | --------------------- | --------------------- | ------------------- | ------------------- | ----------------------------- | ----------------------------------- |
| Ariel Torres   | Kata hommes | 26,40                 | 25,98                 | 26,19                 | 2e                    | 26,46               | 2e                  | Díaz Victoire 26,72 - 26,34   | Médaille de bronze, Jeux olympiques |
| Sakura Kokumai | Kata femmes | 25,42                 | 26,08                 | 25,75                 | 3e                    | 25,54               | 3e                  | Bottaro Défaite 25,40 - 26,48 | 5e                                  |

### Lutte
| Athlète             | Compétition   | Huitièmes de finale         | Quarts de finale            | Demi-finales              | Repêchage               | Finale 3e place Classement | Rang                                |
| Athlète             | Compétition   | Adversaire Résultat         | Adversaire Résultat         | Adversaire Résultat       | Adversaire Résultat     | Adversaire Résultat        | Rang                                |
| ------------------- | ------------- | --------------------------- | --------------------------- | ------------------------- | ----------------------- | -------------------------- | ----------------------------------- |
| Thomas Gilman       | 57 kg hommes  | Uguyev Défaite 4-5          | Non qualifié                | Non qualifié              | Abdullaev Victoire 11-1 | Atri Victoire 9-1          | Médaille de bronze, Jeux olympiques |
| Kyle Dake           | 74 kg hommes  | Hosseinkhani Victoire 4-0   | Kadzimahamedau Défaite 0-11 | Non qualifié              | Garzón Victoire 10-0    | Chamizo Victoire 5-0       | Médaille de bronze, Jeux olympiques |
| David Taylor        | 86 kg hommes  | Shabanau Victoire 11-2      | Amine Victoire 12-2         | Punia Victoire 10-0       | Exempté                 | Yazdani Victoire 4-3       | Médaille d'or, Jeux olympiques      |
| Kyle Snyder         | 97 kg hommes  | Steen Victoire 12-2         | Conyedo Victoire 6-0        | Karadeniz Victoire 5-0    | Exempté                 | Sadulaev Défaite 3-6       | Médaille d'argent, Jeux olympiques  |
| Gable Steveson      | 125 kg hommes | Lazarev Victoire 10-0       | Akgül Victoire 8-0          | Lkhagvagerel Victoire 5-0 | Exempté                 | Petriashvili Victoire 10-8 | Médaille d'or, Jeux olympiques      |
| Sarah Hildebrandt   | 50 kg femmes  | Demirhan Victoire 11-6      | Selishka Victoire 12-2      | Sun Défaite 7-10          | Exemptée                | Livach Victoire 12-1       | Médaille de bronze, Jeux olympiques |
| Jacarra Winchester  | 53 kg femmes  | Khoroshavtseva Victoire 7-4 | Pang Défaite 2-6            | Non qualifiée             | Hérin Victoire 5-0      | Kaladzinskaya Défaite 0-4  | 5e                                  |
| Helen Maroulis      | 57 kg femmes  | Rong Victoire 8-4           | Kit Victoire 8-0            | Kawai Défaite 1-2         | Exemptée                | Khongorzul Victoire 11-0   | Médaille de bronze, Jeux olympiques |
| Kayla Miracle       | 62 kg femmes  | Long Défaite 2-3            | Éliminée                    | Éliminée                  | Éliminée                | Éliminée                   | 12e                                 |
| Tamyra Mensah-Stock | 68 kg femmes  | Doshō Victoire 10-0         | Zhou Victoire 10-0          | Cherkasova Victoire 10-4  | Exemptée                | Oborududu Victoire 4-1     | Médaille d'or, Jeux olympiques      |
| Adeline Gray        | 76 kg femmes  | Sghaier Victoire 8-0        | Adar Victoire 6-4           | Medet Kyzy Victoire 3-2   | Exemptée                | Rotter-Focken Défaite 3-7  | Médaille d'argent, Jeux olympiques  |

| Athlète          | Compétition | Huitièmes de finale  | Quarts de finale     | Demi-finales        | Repêchage           | Finale 3e place Classement | Rang |
| Athlète          | Compétition | Adversaire Résultat  | Adversaire Résultat  | Adversaire Résultat | Adversaire Résultat | Adversaire Résultat        | Rang |
| ---------------- | ----------- | -------------------- | -------------------- | ------------------- | ------------------- | -------------------------- | ---- |
| Ildar Hafizov    | 60 kg       | Orta Défaite 0-5     | Non qualifié         | Non qualifié        | Emelin Défaite 1-7  | Éliminé                    | 12e  |
| Alejandro Sancho | 67 kg       | Surkov Défaite 4-10  | Éliminé              | Éliminé             | Éliminé             | Éliminé                    | 10e  |
| John Stefanowicz | 87 kg       | Huklek Défaite 3-5   | Éliminé              | Éliminé             | Éliminé             | Éliminé                    | 12e  |
| G'Angelo Hancock | 97 kg       | Kadžaja Victoire 5-0 | Michalik Défaite 3-4 | Éliminé             | Éliminé             | Éliminé                    | 7e   |

### Pentathlon moderne
| Athlète             | Compétition           | Escrime (épée, une touche) | Escrime (épée, une touche) | Natation (200 m nage libre) | Natation (200 m nage libre) | Natation (200 m nage libre) | Équitation (saut d'obstacles) | Équitation (saut d'obstacles) | Équitation (saut d'obstacles) | Combiné course/tir (3 200 m / pistolet à 10 m) | Combiné course/tir (3 200 m / pistolet à 10 m) | Combiné course/tir (3 200 m / pistolet à 10 m) | Total | Rang |
| Athlète             | Compétition           | Rang                       | Points                     | Temps                       | Rang                        | Points                      | Pénalités                     | Rang                          | Points                        | Temps                                          | Rang                                           | Points                                         | Total | Rang |
| ------------------- | --------------------- | -------------------------- | -------------------------- | --------------------------- | --------------------------- | --------------------------- | ----------------------------- | ----------------------------- | ----------------------------- | ---------------------------------------------- | ---------------------------------------------- | ---------------------------------------------- | ----- | ---- |
| Amro El-Geziry      | Compétition masculine | 22e                        | 198                        | 1 min 52 s 96 OR            | 1er                         | 325                         | 10                            | 10e                           | 290                           | 12 min 35 s 32                                 | 36e                                            | 545                                            | 1 358 | 25e  |
| Samantha Achterberg | Compétition féminine  | 35e                        | 155                        | 2 min 15 s 78               | 19e                         | 279                         | 11                            | 17e                           | 289                           | 12 min 25 s 56                                 | 14e                                            | 555                                            | 1 278 | 21e  |

### Natation
| Athlète | Épreuve              | Séries         | Séries      | Demi-finales  | Demi-finales | Finale            | Finale                              |
| Athlète | Épreuve              | Temps          | Rang        | Temps         | Rang         | Temps             | Rang                                |
| --- | -------------------- | -------------- | ----------- | ------------- | ------------ | ----------------- | ----------------------------------- |
| Michael Andrew                                                                                                   | 50 m nage libre      | 21 s 89        | 11e         | 21 s 67       | 5e           | 21 s 60           | 4e                                  |
| Caeleb Dressel                                                                                                   | 50 m nage libre      | 21 s 32        | 1er         | 21 s 42       | 1er          | 21 s 7 OR         | Médaille d'or, Jeux olympiques      |
| Zach Apple | 100 m nage libre     | 48 s 16        | 1er         | 48 s 4        | 11e          | Éliminé           | Éliminé                             |
| Caeleb Dressel                                                                                                   | 100 m nage libre     | 47 s 73        | 2e          | 47 s 23       | 2e           | 47 s 2 OR         | Médaille d'or, Jeux olympiques      |
| Francis Haas | 200 m nage libre     | 1 min 45 s 86  | 13e         | 1 min 46 s 7  | 12e          | Éliminé           | Éliminé                             |
| Kieran Smith | 200 m nage libre     | 1 min 46 s 20  | 13e         | 1 min 45 s 7  | 2e           | 1 min 45 s 12     | 8e                                  |
| Jake Mitchell | 400 m nage libre     | 3 min 45 s 38  | 7e          | Non disputé   | Non disputé  | 3 min 45 s 39     | 8e                                  |
| Kieran Smith | 400 m nage libre     | 3 min 45 s 25  | 6e          | Non disputé   | Non disputé  | 3 min 43 s 94     | Médaille de bronze, Jeux olympiques |
| Michael Brinegar                                                                                                 | 800 m nage libre     | 7 min 53 s 0   | 17e         | Non disputé   | Non disputé  | Éliminé           | Éliminé                             |
| Robert Finke | 800 m nage libre     | 7 min 42 s 72  | 3e          | Non disputé   | Non disputé  | 7 min 41 s 87     | Médaille d'or, Jeux olympiques      |
| Michael Brinegar                                                                                                 | 1 500 m nage libre   | 15 min 4 s 67  | 17e         | Non disputé   | Non disputé  | Éliminé           | Éliminé                             |
| Robert Finke | 1 500 m nage libre   | 14 min 47 s 20 | 2e          | Non disputé   | Non disputé  | 14 min 39 s 65    | Médaille d'or, Jeux olympiques      |
| Hunter Armstrong                                                                                                 | 100 m dos            | 53 s 77        | 15e         | 53 s 21       | 9e           | Éliminé           | Éliminé                             |
| Ryan Murphy | 100 m dos            | 53 s 22        | 7e          | 52 s 24       | 1er          | 52 s 19           | Médaille de bronze, Jeux olympiques |
| Bryce Mefford | 200 m dos            | 1 min 56 s 37  | 3e          | 1 min 56 s 37 | 6e           | 1 min 55 s 49     | 4e                                  |
| Ryan Murphy | 200 m dos            | 1 min 56 s 92  | 7e          | 1 min 55 s 38 | 3e           | 1 min 54 s 15     | Médaille d'argent, Jeux olympiques  |
| Michael Andrew                                                                                                   | 100 m brasse         | 58 s 62        | 3e          | 58 s 99       | 5e           | 58 s 84           | 4e                                  |
| Andrew Wilson | 100 m brasse         | 59 s 3         | 7e          | 59 s 18       | 8e           | 58 s 99           | 6e                                  |
| Nic Fink | 200 m brasse         | 2 min 8 s 48   | 4e          | 2 min 8 s 0   | 4e           | 2 min 7 s 93      | 5e                                  |
| Andrew Wilson | 200 m brasse         | 2 min 9 s 97   | 17e         | Éliminé       | Éliminé      | Éliminé           | Éliminé                             |
| Caeleb Dressel                                                                                                   | 100 m papillon       | 50 s 39        | 1er         | 49 s 71 OR    | 1er          | 49 s 45 WR        | Médaille d'or, Jeux olympiques      |
| Thomas Shields                                                                                                   | 100 m papillon       | 51 s 57        | 12e         | 51 s 99       | 15e          | Éliminé           | Éliminé                             |
| Gunnar Bentz | 200 m papillon       | 1 min 55 s 46  | 11e         | 1 min 55 s 28 | 6e           | 1 min 55 s 46     | 7e                                  |
| Zach Harting | 200 m papillon       | 1 min 54 s 92  | 4e          | 1 min 55 s 35 | 9e           | Éliminé           | Éliminé                             |
| Michael Andrew                                                                                                   | 200 m 4 nages        | 1 min 56 s 40  | 1er         | 1 min 57 s 8  | 4e           | 1 min 57 s 31     | 5e                                  |
| Chase Kalisz | 200 m 4 nages        | 1 min 57 s 38  | 4e          | 1 min 58 s 3  | 12e          | Éliminé           | Éliminé                             |
| Chase Kalisz | 400 m 4 nages        | 4 min 9 s 65   | 3e          | Non disputé   | Non disputé  | 4 min 9 s 42      | Médaille d'or, Jeux olympiques      |
| Jay Litherland                                                                                                   | 400 m 4 nages        | 4 min 9 s 91   | 5e          | Non disputé   | Non disputé  | 4 min 10 s 28     | Médaille d'argent, Jeux olympiques  |
| Zach Apple Bowen Becker Caeleb Dressel Blake Pieroni Brooks Curry                                                | 4 × 100 m nage libre | 3 min 11 s 33  | 2e          | Non disputé   | Non disputé  | 3 min 8 s 97      | Médaille d'or, Jeux olympiques      |
| Zach Apple Francis Haas Drew Kibler Kieran Smith Patrick Callan Blake Pieroni                                    | 4 × 200 m nage libre | 7 min 5 s 62   | 5e          | Non disputé   | Non disputé  | 7 min 2 s 43      | 4e                                  |
| Michael Andrew Zach Apple Caeleb Dressel Ryan Murphy Hunter Armstrong Blake Pieroni Thomas Shields Andrew Wilson | 4 × 100 m 4 nages    | 3 min 32 s 29  | 7e          | Non disputé   | Non disputé  | 3 min 26 s 78 WR  | Médaille d'or, Jeux olympiques      |
| Jordan Wilimovsky                                                                                                | 10 km en eau libre   | Non disputé    | Non disputé | Non disputé   | Non disputé  | 1 h 51 min 40 s 2 | 10e                                 |

| Athlète                                                                                              | Épreuve              | Séries            | Séries      | Demi-finales  | Demi-finales | Finale            | Finale                              |
| Athlète                                                                                              | Épreuve              | Temps             | Rang        | Temps         | Rang         | Temps             | Rang                                |
| --- | -------------------- | ----------------- | ----------- | ------------- | ------------ | ----------------- | ----------------------------------- |
| Simone Manuel                                                                                        | 50 m nage libre      | 24 s 65           | 11e         | 24 s 63       | 11e          | Éliminée          | Éliminée                            |
| Abbey Weitzeil                                                                                       | 50 m nage libre      | 24 s 37           | 7e          | 24 s 19       | 4e           | 24 s 41           | 8e                                  |
| Erika Brown                                                                                          | 100 m nage libre     | 53 s 87           | 18e         | 53 s 58       | 13e          | Éliminée          | Éliminée                            |
| Abbey Weitzeil                                                                                       | 100 m nage libre     | 53 s 21           | 11e         | 52 s 99       | 7e           | 53 s 23           | 8e                                  |
| Katie Ledecky                                                                                        | 200 m nage libre     | 1 min 55 s 28     | 1re         | 1 min 55 s 34 | 3e           | 1 min 55 s 21     | 5e                                  |
| Allison Schmitt                                                                                      | 200 m nage libre     | 1 min 57 s 10     | 12e         | 1 min 56 s 87 | 10e          | Éliminée          | Éliminée                            |
| Katie Ledecky                                                                                        | 400 m nage libre     | 4 min 0 s 45      | 1re         | Non disputé   | Non disputé  | 3 min 57 s 36     | Médaille d'argent, Jeux olympiques  |
| Paige Madden                                                                                         | 400 m nage libre     | 4 min 3 s 98      | 7e          | Non disputé   | Non disputé  | 4 min 6 s 81      | 7e                                  |
| Katie Grimes                                                                                         | 800 m nage libre     | 8 min 17 s 5      | 2e          | Non disputé   | Non disputé  | 8 min 19 s 38     | 4e                                  |
| Katie Ledecky                                                                                        | 800 m nage libre     | 8 min 15 s 67     | 1re         | Non disputé   | Non disputé  | 15 min 37 s 34    | Médaille d'or, Jeux olympiques      |
| Katie Ledecky                                                                                        | 1 500 m nage libre   | 15 min 35 s 35 OR | 1re         | Non disputé   | Non disputé  | 15 min 37 s 34    | Médaille d'or, Jeux olympiques      |
| Erica Sullivan                                                                                       | 1 500 m nage libre   | 15 min 46 s 67    | 3e          | Non disputé   | Non disputé  | 15 min 41 s 41    | Médaille d'argent, Jeux olympiques  |
| Regan Smith                                                                                          | 100 m dos            | 57 s 96           | 2e          | 57 s 86 OR    | 1re          | 58 s 5            | Médaille de bronze, Jeux olympiques |
| Rhyan White                                                                                          | 100 m dos            | 59 s 2            | 6e          | 58 s 46       | 4e           | 58 s 43           | 4e                                  |
| Phoebe Bacon                                                                                         | 200 m dos            | 2 min 8 s 30      | 4e          | 2 min 7 s 10  | 2e           | 2 min 6 s 40      | 5e                                  |
| Rhyan White                                                                                          | 200 m dos            | 2 min 8 s 23      | 2e          | 2 min 7 s 28  | 3e           | 2 min 6 s 39      | 4e                                  |
| Lydia Jacoby                                                                                         | 100 m brasse         | 1 min 5 s 52      | 2e          | 1 min 5 s 72  | 3e           | 1 min 4 s 95      | Médaille d'or, Jeux olympiques      |
| Lilly King                                                                                           | 100 m brasse         | 1 min 5 s 55      | 3e          | 1 min 5 s 40  | 2e           | 1 min 5 s 54      | Médaille de bronze, Jeux olympiques |
| Lilly King                                                                                           | 200 m brasse         | 2 min 22 s 10     | 2e          | 2 min 22 s 27 | 5e           | 2 min 19 s 92     | Médaille d'argent, Jeux olympiques  |
| Annie Lazor                                                                                          | 200 m brasse         | 2 min 22 s 76     | 5e          | 2 min 21 s 94 | 3e           | 2 min 20 s 84     | Médaille de bronze, Jeux olympiques |
| Claire Curzan                                                                                        | 100 m papillon       | 56 s 43           | 10e         | 57 s 42       | 10e          | Éliminée          | Éliminée                            |
| Torri Huske                                                                                          | 100 m papillon       | 56 s 29           | 4e          | 56 s 51       | 5e           | 55 s 73           | 4e                                  |
| Hali Flickinger                                                                                      | 200 m papillon       | 2 min 8 s 31      | 2e          | 2 min 6 s 23  | 2e           | 2 min 5 s 65      | Médaille de bronze, Jeux olympiques |
| Regan Smith                                                                                          | 200 m papillon       | 2 min 8 s 46      | 4e          | 2 min 6 s 44  | 4e           | 2 min 5 s 30      | Médaille d'argent, Jeux olympiques  |
| Kate Douglass                                                                                        | 200 m 4 nages        | 2 min 9 s 16      | 1re         | 2 min 9 s 21  | 1re          | 2 min 9 s 4       | Médaille de bronze, Jeux olympiques |
| Alexandra Walsh                                                                                      | 200 m 4 nages        | 2 min 9 s 94      | 3e          | 2 min 9 s 57  | 3e           | 2 min 8 s 65      | Médaille d'argent, Jeux olympiques  |
| Hali Flickinger                                                                                      | 400 m 4 nages        | 4 min 35 s 98     | 5e          | Non disputé   | Non disputé  | 4 min 34 s 90     | Médaille de bronze, Jeux olympiques |
| Emma Weyant                                                                                          | 400 m 4 nages        | 4 min 33 s 55     | 1re         | Non disputé   | Non disputé  | 4 min 32 s 78     | Médaille d'argent, Jeux olympiques  |
| Erika Brown Natalie Hinds Simone Manuel Abbey Weitzeil Catie DeLoof Allison Schmitt Olivia Smoglia   | 4 × 100 m nage libre | 3 min 34 s 80     | 5e          | Non disputé   | Non disputé  | 3 min 32 s 81     | Médaille de bronze, Jeux olympiques |
| Katie Ledecky Paige Madden Katie McLaughlin Allison Schmitt Brooke Forde Bella Sims                  | 4 × 200 m nage libre | 7 min 47 s 57     | 2e          | Non disputé   | Non disputé  | 7 min 40 s 73 AM  | Médaille d'argent, Jeux olympiques  |
| Torri Huske Lydia Jacoby Regan Smith Abbey Weitzeil Erika Brown Claire Curzan Lilly King Rhyan White | 4 × 100 m 4 nages    | 3 min 55 s 18     | 2e          | Non disputé   | Non disputé  | 3 min 51 s 73     | Médaille d'argent, Jeux olympiques  |
| Haley Anderson                                                                                       | 10 km en eau libre   | Non disputé       | Non disputé | Non disputé   | Non disputé  | 1 h 59 min 36 s 9 | 6e                                  |
| Ashley Twichell                                                                                      | 10 km en eau libre   | Non disputé       | Non disputé | Non disputé   | Non disputé  | 1 h 59 min 37 s 9 | 7e                                  |

| Athlète | Épreuve           | Séries       | Séries | Demi-finales | Demi-finales | Finale        | Finale |
| Athlète | Épreuve           | Temps        | Rang   | Temps        | Rang         | Temps         | Rang   |
| --- | ----------------- | ------------ | ------ | ------------ | ------------ | ------------- | ------ |
| Caeleb Dressel Torri Huske Lydia Jacoby Ryan Murphy Thomas Shields Regan Smith Abbey Weitzeil Andrew Wilson | 4 × 100 m 4 nages | 3 min 41 s 2 | 2e     | Non disputé  | Non disputé  | 3 min 40 s 58 | 5e     |

### Natation synchronisée
| Athlètes                      | Compétition | Programme libre (qualifications) | Programme libre (qualifications) | Programme technique | Programme technique       | Programme technique | Programme libre (finale) | Programme libre (finale)  | Programme libre (finale) |
| Athlètes                      | Compétition | Points                           | Rang                             | Points              | Total (technique + libre) | Rang                | Points                   | Total (technique + libre) | Rang                     |
| ----------------------------- | ----------- | -------------------------------- | -------------------------------- | ------------------- | ------------------------- | ------------------- | ------------------------ | ------------------------- | ------------------------ |
| Anita Alvarez Lindi Schroeder | Duo         | 86,5333                          | 13e                              | 86,1960             | 172,7293                  | 13e                 | Éliminées                | Éliminées                 | Éliminées                |

### Plongeon
| Athlète                         | Compétition                     | Éliminatoires | Éliminatoires | Demi-finale | Demi-finale | Finale  | Finale                             |
| Athlète                         | Compétition                     | Points        | Rang          | Points      | Rang        | Points  | Rang                               |
| ------------------------------- | ------------------------------- | ------------- | ------------- | ----------- | ----------- | ------- | ---------------------------------- |
| Andrew Capobianco               | Tremplin à 3 mètres             | 385,50        | 17e           | 419,60      | 10e         | 401,70  | 10e                                |
| Tyler Downs                     | Tremplin à 3 mètres             | 348,70        | 23e           | Éliminé     | Éliminé     | Éliminé | Éliminé                            |
| Brandon Loschiavo               | Haut-vol à 10 mètres            | 403,85        | 11e           | 409,75      | 10e         | 383,65  | 11e                                |
| Jordan Windle                   | Haut-vol à 10 mètres            | 390,05        | 15e           | 409,80      | 9e          | 407,90  | 9e                                 |
| Andrew Capobianco Michael Hixon | Tremplin à 3 mètres synchronisé | Non disputé   | Non disputé   | Non disputé | Non disputé | 444,36  | Médaille d'argent, Jeux olympiques |

| Athlète                          | Compétition                      | Éliminatoires | Éliminatoires | Demi-finale | Demi-finale | Finale   | Finale                              |
| Athlète                          | Compétition                      | Points        | Rang          | Points      | Rang        | Points   | Rang                                |
| -------------------------------- | -------------------------------- | ------------- | ------------- | ----------- | ----------- | -------- | ----------------------------------- |
| Hailey Hernandez                 | Tremplin à 3 mètres              | 309,55        | 6e            | 291,60      | 10e         | 288,45   | 9e                                  |
| Krysta Palmer                    | Tremplin à 3 mètres              | 279,10        | 15e           | 316,65      | 5e          | 343,75   | Médaille de bronze, Jeux olympiques |
| Delaney Schnell                  | Haut-vol à 10 mètres             | 360,75        | 3e            | 342,75      | 3e          | 340,40   | 5e                                  |
| Katrina Young                    | Haut-vol à 10 mètres             | 286,65        | 17e           | 263,60      | 17e         | Éliminée | Éliminée                            |
| Alison Gibson Krysta Palmer      | Tremplin à 3 mètres synchronisé  | Non disputé   | Non disputé   | Non disputé | Non disputé | 263,49   | 8e                                  |
| Jessica Parratto Delaney Schnell | Haut-vol à 10 mètres synchronisé | Non disputé   | Non disputé   | Non disputé | Non disputé | 310,80   | Médaille d'argent, Jeux olympiques  |

### Rugby à sept
| Compétition      | Phase de groupe      | Phase de groupe        | Phase de groupe              | Phase de groupe | Quart de finale / MC          | Demi-finale / MC      | Finale / 3e / MC            | Finale / 3e / MC |
| Compétition      | Adversaire Score     | Opposition Score       | Opposition Score             | Rang            | Opposition Score              | Opposition Score      | Opposition Score            | Rang             |
| ---------------- | -------------------- | ---------------------- | ---------------------------- | --------------- | ----------------------------- | --------------------- | --------------------------- | ---------------- |
| Tournoi masculin | Kenya Victoire 19-14 | Irlande Victoire 19-17 | Afrique du Sud Défaite 12-17 | 2e              | Grande-Bretagne Défaite 21-26 | Canada Victoire 21-14 | Afrique du Sud Défaite 7-28 | 6e               |
| Tournoi féminin  | Chine Victoire 28-14 | Japon Victoire 17-7    | Australie Victoire 14-12     | 1er             | Grande-Bretagne Défaite 12-21 | Chine Victoire 33-14  | Australie Défaite 7-17      | 6e               |

### Skateboard
| Athlète          | Compétition | Rounds | Rounds | Finale  | Finale                              |
| Athlète          | Compétition | Points | Rang   | Points  | Rang                                |
| ---------------- | ----------- | ------ | ------ | ------- | ----------------------------------- |
| Cory Juneau      | Park        | 73,00  | 8e     | 84,13   | Médaille de bronze, Jeux olympiques |
| Heimana Reynolds | Park        | 63,09  | 13e    | Éliminé | Éliminé                             |
| Zion Wright      | Park        | 67,21  | 11e    | Éliminé | Éliminé                             |
| Jagger Eaton     | Street      | 35,07  | 2e     | 35,35   | Médaille de bronze, Jeux olympiques |
| Nyjah Huston     | Street      | 34,87  | 3e     | 26,10   | 7e                                  |
| Jake Ilardi      | Street      | 29,03  | 11e    | Éliminé | Éliminé                             |

| Athlète         | Compétition | Rounds | Rounds | Finale   | Finale   |
| Athlète         | Compétition | Points | Rang   | Points   | Rang     |
| --------------- | ----------- | ------ | ------ | -------- | -------- |
| Jordyn Barratt  | Park        | 35,22  | 11e    | Éliminée | Éliminée |
| Bryce Wettstein | Park        | 44,50  | 5e     | 44,50    | 6e       |
| Brighton Zeuner | Park        | 34,06  | 12e    | Éliminée | Éliminée |
| Mariah Duran    | Street      | 7,95   | 13e    | Éliminée | Éliminée |
| Alexis Sablone  | Street      | 11,77  | 8e     | 13,57    | 4e       |
| Alana Smith     | Street      | 1,25   | 20e    | Éliminée | Éliminée |

### Softball
| Tour préliminaire   | Tour préliminaire   | Tour préliminaire    | Tour préliminaire      | Tour préliminaire   | Tour préliminaire | Finale / 3e place   | Finale / 3e place                  |
| Adversaire Résultat | Adversaire Résultat | Adversaire Résultat  | Adversaire Résultat    | Adversaire Résultat | Rang              | Adversaire Résultat | Rang                               |
| ------------------- | ------------------- | -------------------- | ---------------------- | ------------------- | ----------------- | ------------------- | ---------------------------------- |
| Italie Victoire 2-0 | Canada Victoire 1-0 | Mexique Victoire 2-0 | Australie Victoire 2-1 | Japon Victoire 2-1  | 1re               | Japon Défaite 0-2   | Médaille d'argent, Jeux olympiques |

### Surf
| Athlète            | Compétition | Round 1  | Round 1 | Round 2  | Round 2  | Round 3                        | Quart de finale              | Demi-finale                  | Finale / 3e place             | Finale / 3e place              |
| Athlète            | Compétition | Résultat | Rang    | Résultat | Rang     | Résultat                       | Résultat                     | Résultat                     | Résultat                      | Classement                     |
| ------------------ | ----------- | -------- | ------- | -------- | -------- | ------------------------------ | ---------------------------- | ---------------------------- | ----------------------------- | ------------------------------ |
| Kolohe Andino      | Hommes      | 10,27    | 2e      | Exempté  | Exempté  | Florence Victoire 14,83-11,60  | Igarashi Défaite 11,00-12,60 | Éliminé                      | Éliminé                       | 5e                             |
| John John Florence | Hommes      | 8,37     | 3e      | 12,77    | 1er      | Andino Défaite 11,60-14,83     | Éliminé                      | Éliminé                      | Éliminé                       | 9e                             |
| Caroline Marks     | Femmes      | 13,40    | 1re     | Exemptée | Exemptée | Maeda Victoire 15,33-7,74      | Hennessy Victoire 12,50-6,83 | Buitendag Défaite 3,67-11,00 | Tsuzuki Défaite 4,26-6,80     | 4e                             |
| Carissa Moore      | Femmes      | 11,74    | 1re     | Exemptée | Exemptée | Mulánovich Victoire 10,34-9,90 | Lima Victoire 14,26-8,30     | Tsuzuki Victoire 8,33-7,43   | Buitendag Victoire 14,93-8,46 | Médaille d'or, Jeux olympiques |

### Taekwondo
| Athlète            | Compétition    | Huitièmes de finale  | Quarts de finale    | Demi-finales        | Repêchage           | Finale / MB           | Rang                           |
| Athlète            | Compétition    | Adversaire Résultat  | Adversaire Résultat | Adversaire Résultat | Adversaire Résultat | Adversaire Résultat   | Rang                           |
| ------------------ | -------------- | -------------------- | ------------------- | ------------------- | ------------------- | --------------------- | ------------------------------ |
| Anastasija Zolotic | Moins de 57 kg | Laaraj Victoire 11-4 | İlgün Victoire 17-9 | Lo Victoire 28-5    | -                   | Minina Victoire 25-17 | Médaille d'or, Jeux olympiques |
| Paige McPherson    | Moins de 67 kg | Azizova Victoire 8-5 | Tatar Victoire 3-1  | Jelić Défaite 4-15  | -                   | Wahba Défaite 6-17    | 4e                             |

### Tennis
| Athlète                              | Épreuve          | 1/32e de finale                   | 1/16e de finale                               | 1/8e de finale                              | Quarts de finale                         | Demi-finales                    | Finale / MB                      | Finale / MB |
| Athlète                              | Épreuve          | Adversaire Résultat               | Adversaire Résultat                           | Adversaire Résultat                         | Adversaire Résultat                      | Adversaire Résultat             | Adversaire Résultat              | Rang        |
| ------------------------------------ | ---------------- | --------------------------------- | --------------------------------------------- | ------------------------------------------- | ---------------------------------------- | ------------------------------- | -------------------------------- | ----------- |
| Marcos Giron                         | Simple messieurs | Gombos Victoire 7-64, 3-6, 6-2    | Nishikori Défaite 6-75, 6-3, 1-6              | Éliminé                                     | Éliminé                                  | Éliminé                         | Éliminé                          | 17e         |
| Tommy Paul                           | Simple messieurs | Karatsev Défait 3-6, 2-6          | Éliminé                                       | Éliminé                                     | Éliminé                                  | Éliminé                         | Éliminé                          | 33e         |
| Tennys Sandgren                      | Simple messieurs | Carreño Busta Défaite 5-7, 2-6    | Éliminé                                       | Éliminé                                     | Éliminé                                  | Éliminé                         | Éliminé                          | 33e         |
| Frances Tiafoe                       | Simple messieurs | Kwon Victoire 6-3, 6-2            | Tsitsipás Défaite 3-6, 4-6                    | Éliminé                                     | Éliminé                                  | Éliminé                         | Éliminé                          | 17e         |
| Austin Krajicek Tennys Sandgren      | Double messieurs | Non disputé                       | Peers / Purcell Victoire 3-6, 7-65, 10-5      | Klein / Polášek Victoire 6-72, 6-2, 10-5    | Struff / Zverev Victoire 6-3, 7-64       | Mektić / Pavić Défaite 4-6, 4-6 | Daniell / Venus Défaie 6-73, 2-6 | 4e          |
| Rajeev Ram Frances Tiafoe            | Double messieurs | Non disputé                       | Khachanov / Rublev Victoire 6-73, 7-65, 12-10 | Čilić / Dodig Défaite 3-6, 5-7              | Éliminé                                  | Éliminé                         | Éliminé                          | 9e          |
| Jennifer Brady                       | Simple dames     | Giorgi Défaite 3-6, 2-6           | Éliminée                                      | Éliminée                                    | Éliminée                                 | Éliminée                        | Éliminée                         | 33e         |
| Jessica Pegula                       | Simple dames     | Bencic Défaite 3-6, 3-6           | Éliminée                                      | Éliminée                                    | Éliminée                                 | Éliminée                        | Éliminée                         | 33e         |
| Alison Riske                         | Simple dames     | Buzărnescu Défaite 7-60, 5-7, 4-6 | Éliminée                                      | Éliminée                                    | Éliminée                                 | Éliminée                        | Éliminée                         | 33e         |
| Bethanie Mattek-Sands Jessica Pegula | Double dames     | Non disputé                       | Linette / Rosolska Victoire 6-1, 6-3          | Cornet / Ferro Victoire 6-1, 6-4            | Pigossi / Stefani Défaite 6-1, 3-6, 6-10 | Éliminées                       | Éliminées                        | 5e          |
| Nicole Melichar Alison Riske         | Double dames     | Non disputé                       | Errani / Paolini Défaite 3-6, 7-5, 2-10       | Éliminées                                   | Éliminées                                | Éliminées                       | Éliminées                        | 17e         |
| Bethanie Mattek-Sands Rajeev Ram     | Double mixte     | Non disputé                       | Non disputé                                   | Siegemund / Krawietz Défaite 4-6, 7-5, 8-10 | Éliminés                                 | Éliminés                        | Éliminés                         | 9e          |

### Tennis de table
| Athlète(s)                       | Compétition        | Tour préliminaire         | 1er tour            | 2e tour                | 3e tour            | 4e tour          | Quarts de finale | Demi-finales     | Finale / MB      | Rang |
| Athlète(s)                       | Compétition        | Adversaire Score          | Adversaire Score    | Adversaire Score       | Adversaire Score   | Adversaire Score | Adversaire Score | Adversaire Score | Adversaire Score | Rang |
| -------------------------------- | ------------------ | ------------------------- | ------------------- | ---------------------- | ------------------ | ---------------- | ---------------- | ---------------- | ---------------- | ---- |
| Kanak Jha                        | Simple messieurs   | Exempté                   | Exempté             | Skachkov Défaite 2-4   | Éliminé            | Éliminé          | Éliminé          | Éliminé          | Éliminé          | 33e  |
| Nikhil Kumar                     | Simple messieurs   | Lkhagvasüren Victoire 4-1 | Miño Victoire 4-2   | Källberg Défaite 0-4   | Éliminé            | Éliminé          | Éliminé          | Éliminé          | Éliminé          | 33e  |
| Kanak Jha Nikhil Kumar Zhou Xin  | Par équipes hommes | Exemptés                  | Exemptés            | Exemptés               | Exemptés           | Suède            | Éliminés         | Éliminés         | Éliminés         | 9e   |
| Juan Liu                         | Simple dames       | Oshonaike Victoire 4-1    | Dvorak Victoire 4-1 | Balážová Victoire 4-0  | Szőcs Victoire 4-2 | Yu Défaite 2-4   | Éliminée         | Éliminée         | Éliminée         | 9e   |
| Lily Zhang                       | Simple dames       | Exemptée                  | Exemptée            | Edem (en) Victoire 4-1 | Chen Défaite 0-4   | Éliminée         | Éliminée         | Éliminée         | Éliminée         | 17e  |
| Juan Liu Wang Huijing Lily Zhang | Par équipes femmes | Exemptées                 | Exemptées           | Exemptées              | Exemptées          | Taipei chinois   | Éliminées        | Éliminées        | Éliminées        | 9e   |

### Tir
| Athlète           | Compétition                   | Qualification | Qualification | Finale   | Finale                         |
| Athlète           | Compétition                   | Points        | Rang          | Points   | Rang                           |
| ----------------- | ----------------------------- | ------------- | ------------- | -------- | ------------------------------ |
| Lucas Kozeniesky  | Carabine à air comprimé 10 m, | 631,5         | 2e            | 165,0    | 6e                             |
| William Shaner    | Carabine à air comprimé 10 m, | 630,8         | 3e            | 251,6 OR | Médaille d'or, Jeux olympiques |
| Nickolaus Mowrer  | Carabine à 50 m 3 positions   | 1 162         | 26e           | Éliminé  | Éliminé                        |
| Patrick Sunderman | Carabine à 50 m 3 positions   | 1 172         | 12e           | Éliminé  | Éliminé                        |
| James Hall        | Pistolet à air comprimé 10 m  | 577           | 10e           | Éliminé  | Éliminé                        |
| Nickolaus Mowrer  | Pistolet à air comprimé 10 m  | 576           | 13e           | Éliminé  | Éliminé                        |
| Jack Leverett III | Pistolet à 25 m tir rapide,   | 552           | 25e           | Éliminé  | Éliminé                        |
| Henry Leverett    | Pistolet à 25 m tir rapide,   | 566           | 22e           | Éliminé  | Éliminé                        |
| Brian Burrows     | Trap,                         | 121           | 12e           | Éliminé  | Éliminé                        |
| Derrick Mein      | Trap,                         | 119           | 24e           | Éliminé  | Éliminé                        |
| Vincent Hancock   | Skeet,                        | 122 (+8)      | 4e            | 59 OR    | Médaille d'or, Jeux olympiques |
| Phillip Jungman   | Skeet,                        | 120           | 15e           | Éliminé  | Éliminé                        |

| Athlète           | Compétition                   | Qualification | Qualification | Finale   | Finale                             |
| Athlète           | Compétition                   | Points        | Rang          | Points   | Rang                               |
| ----------------- | ----------------------------- | ------------- | ------------- | -------- | ---------------------------------- |
| Mary Tucker       | Carabine à air comprimé 10 m, | 631,4         | 3e            | 166,0    | 6e                                 |
| Alison Weisz      | Carabine à air comprimé 10 m, | 626,9         | 14e           | Éliminée | Éliminée                           |
| Sagen Maddalena   | Carabine à 50 m 3 positions,  | 1 178         | 2e            | 427,8    | 5e                                 |
| Mary Tucker       | Carabine à 50 m 3 positions,  | 1 167         | 13e           | Éliminée | Éliminée                           |
| Alexis Lagan      | Pistolet à air comprimé 10 m  | 560           | 38e           | Éliminée | Éliminée                           |
| Sandra Uptagrafft | Pistolet à air comprimé 10 m  | 557           | 49e           | Éliminée | Éliminée                           |
| Alexis Lagan      | Pistolet à 25 m,              | 580           | 18e           | Éliminée | Éliminée                           |
| Sandra Uptagrafft | Pistolet à 25 m,              | 573           | 33e           | Éliminée | Éliminée                           |
| Madelynn Bernau   | Trap,                         | 119           | 7e            | Éliminée | Éliminée                           |
| Kayle Browning    | Trap,                         | 120 (+1)      | 6e            | 42       | Médaille d'argent, Jeux olympiques |
| Amber English     | Skeet,                        | 121           | 3e            | 56 OR    | Médaille d'or, Jeux olympiques     |
| Austen Smith      | Skeet,                        | 119           | 10e           | Éliminée | Éliminée                           |

| Athlète                       | Compétition                   | Qualification 1 | Qualification 1 | Qualification 2 | Qualification 2 | Finale / 3e place                             | Finale / 3e place                   |
| Athlète                       | Compétition                   | Points          | Rang            | Points          | Rang            | Adversaie Résultat                            | Rang                                |
| ----------------------------- | ----------------------------- | --------------- | --------------- | --------------- | --------------- | --------------------------------------------- | ----------------------------------- |
| Lucas Kozeniesky Mary Tucker  | Carabine à air comprimé 10 m, | 628,0           | 7e              | 418,0           | 2e              | Yang H. / Yang Q. Défaite 13-17               | Médaille d'argent, Jeux olympiques  |
| William Shaner Alison Weisz   | Carabine à air comprimé 10 m, | 629,7           | 5e              | 416,8           | 6e              | Éliminés                                      | Éliminés                            |
| James Hall Sandra Uptagrafft  | Pistolet à air comprimé 10 m, | 573             | 10e             | Éliminés        | Éliminés        | Éliminés                                      | Éliminés                            |
| Alexis Lagan Nickolaus Mowrer | Pistolet à air comprimé 10 m, | 565             | 16e             | Éliminés        | Éliminés        | Éliminés                                      | Éliminés                            |
| Kayle Browning Derrick Mein   | Trap,                         | 140             | 13e             | Non disputé     | Non disputé     | Éliminés                                      | Éliminés                            |
| Brian Burrows Madelynn Bernau | Trap,                         | 146 (+10)       | 4e              | Non disputé     | Non disputé     | Kovačócy / Špotáková Victoire 42(+3) - 42(+2) | Médaille de bronze, Jeux olympiques |

### Tir à l'arc
| Athlète                                                  | Compétition         | Tour préliminaire | Tour préliminaire | 1er tour                | 2e tour              | 3e tour             | Quarts de finale      | Demi-finales       | Finale / 3e place          | Rang     |    |
| Athlète                                                  | Compétition         | Score             | Rang              | Adversaire Score        | Adversaire Score     | Adversaire Score    | Adversaire Score      | Adversaire Score   | Adversaire Score           | Rang     |    |
| -------------------------------------------------------- | ------------------- | ----------------- | ----------------- | ----------------------- | -------------------- | ------------------- | --------------------- | ------------------ | -------------------------- | -------- | -- |
| Brady Ellison                                            | Individuel hommes,  | 682               | 2e                | Vaziri Victoire 6-0     | Jadhav Victoire 6-0  | Wukie Victoire 7-3  | Gazoz Défaite 3-7     | Éliminé            | Éliminé                    | 7e       |    |
| Jack Williams                                            | Individuel hommes,  | 656               | 29e               | Plihon Défaite 4-6      | Éliminé              | Éliminé             | Éliminé               | Éliminé            | Éliminé                    | 33e      |    |
| Jacob Wukie                                              | Individuel hommes,  | 649               | 47e               | Aguilar Victoire 7-1    | Agatha Victoire 6-5  | Ellison Défaite 3-7 | Éliminé               | Éliminé            | Éliminé                    | 9e       |    |
| Brady Ellison Jack Williams Jacob Wukie                  | Par équipes hommes, | 1 987             | 5e                | Non disputé             | Non disputé          | France Victoire 3-0 | Japon Défaite 1-5     | Éliminés           | Éliminés                   | 7e       |    |
| Mackenzie Brown                                          | Individuel femmes,  | 668               | 5e                | Schwarz Victoire 6-2    | Long Victoire 6-0    | Lin Victoire 6-2    | Valencia Victoire 6-5 | An San Défaite 5-6 | 3e place Boari Défaite 1-7 | 4e       |    |
| Casey Kaufhold                                           | Individuel femmes,  | 653               | 17e               | de Velasco Victoire 7-3 | Hayakawa Défaite 2-6 | Éliminée            | Éliminée              | Éliminée           | Éliminée                   | 17e      |    |
| Jennifer Mucino-Fernandez                                | Individuel femmes,  | 649               | 24e               | Pavlova Victoire 6-4    | Kumari Défaite 4-6   | Éliminée            | Éliminée              | Éliminée           | Éliminée                   | 17e      |    |
| Mackenzie Brown Casey Kaufhold Jennifer Mucino-Fernandez | Par équipes femmes, | 1 970             | 3e                | Non disputé             | Non disputé          | Exemptées           | ROC Défaite 0-6       | Éliminées          | Éliminées                  | 8e       |    |
| Mackenzie Brown Brady Ellison                            | Par équipe mixte,   |                   | 1 350             | 2e                      | Non disputé          | Non disputé         | Indonésie Défaite 4-5 | Éliminés           | Éliminés                   | Éliminés | 9e |

### Triathlon
| Athlète          | Compétition | Natation (1,5 km) | Transition 1 | Vélo (40 km)   | Transition 2 | Course (10 km) | Temps           | Résultat                            |
| ---------------- | ----------- | ----------------- | ------------ | -------------- | ------------ | -------------- | --------------- | ----------------------------------- |
| Kevin McDowell   | Hommes      | 18 min 29 s       | 37 s         | 55 min 56 s    | 28 s         | 30 min 24 s    | 1 h 45 min 54 s | 6e                                  |
| Morgan Pearson   | Hommes      | 18 min 2 s        | 38 s         | 58 min 17 s    | 36 s         | 34 min 32 s    | 1 h 52 min 5 s  | 42e                                 |
| Taylor Knibb     | Femmes      | 19 min 52 s       | 45 s         | 1 h 4 min 42 s | 34 s         | 35 min 6 s     | 2 h 0 min 59 s  | 16e                                 |
| Summer Rappaport | Femmes      | 18 min 29 s       | 41 s         | 1 h 3 min 58 s | 36 s         | 36 min 35 s    | 2 h 0 min 19 s  | 14e                                 |
| Katie Zaferes    | Femmes      | 18 min 28 s       | 43 s         | 1 h 2 min 51 s | 34 s         | 34 min 27 s    | 1 h 57 min 3 s  | Médaille de bronze, Jeux olympiques |

| Athlète        | Natation (250 m) | Transition 1 | Vélo (7 km) | Transition 2 | Course (1,5 km) | Temps           | Résultat                           |
| -------------- | ---------------- | ------------ | ----------- | ------------ | --------------- | --------------- | ---------------------------------- |
| Taylor Knibb   | 4 min 37 s       | 39 s         | 10 min 1 s  | 32 s         | 6 min 17 s      | 22 min 6 s      | -                                  |
| Kevin McDowell | 4 min 2 s        | 37 s         | 9 min 35 s  | 28 s         | 5 min 32 s      | 20 min 21 s     | -                                  |
| Morgan Pearson | 4 min 4 s        | 37 s         | 9 min 38 s  | 29 s         | 5 min 33 s      | 20 min 21 s     | -                                  |
| Katie Zaferes  | 3 min 45 s       | 38 s         | 10 min 12 s | 30 s         | 6 min 9 s       | 21 min 14 s     | -                                  |
| Total          | -                | -            | -           | -            | -               | 1 h 23 min 55 s | Médaille d'argent, Jeux olympiques |

### Voile
| Athlète                   | Compétition  | Régate | Régate | Régate | Régate | Régate | Régate | Régate | Régate | Régate | Régate | Régate | Régate | Régate | Total net | Rang final |
| Athlète                   | Compétition  | 1      | 2      | 3      | 4      | 5      | 6      | 7      | 8      | 9      | 10     | 11     | 12     | CM     | Total net | Rang final |
| ------------------------- | ------------ | ------ | ------ | ------ | ------ | ------ | ------ | ------ | ------ | ------ | ------ | ------ | ------ | ------ | --------- | ---------- |
| Pedro Pascual             | RS:X hommes  | 6      | 12     | 7      | 9      | 4      | 13     | 7      | 5      | 14     | 14     | 16     | 7      | 17     | 110       | 9e         |
| Charlie Buckingham        | Laser hommes | 9      | 22     | 18     | 5      | 26     | 9      | 6      | 2      | 16     | 23     | -      | -      | EL     | 107       | 13e        |
| Luke Muller               | Finn hommes  | 6      | 11     | 12     | 15     | 14     | 4      | 8      | 10     | 12     | 17     | -      | -      | EL     | 92        | 13e        |
| David Hughes Stuart McNay | 470 hommes   | 8      | 12     | 9      | 10     | 8      | 8      | 7      | 9      | 8      | 11     | -      | -      | 8      | 86        | 9e         |

| Athlète                         | Compétition         | Régate | Régate | Régate | Régate | Régate | Régate | Régate | Régate | Régate | Régate | Régate | Régate | Régate | Total net | Rang final |
| Athlète                         | Compétition         | 1      | 2      | 3      | 4      | 5      | 6      | 7      | 8      | 9      | 10     | 11     | 12     | CM     | Total net | Rang final |
| ------------------------------- | ------------------- | ------ | ------ | ------ | ------ | ------ | ------ | ------ | ------ | ------ | ------ | ------ | ------ | ------ | --------- | ---------- |
| Farrah Hall                     | RS:X femmes         | 21     | 21     | 7      | 12     | 18     | 18     | 16     | 15     | 8      | 16     | 16     | 16     | EL     | 163       | 15e        |
| Paige Railey                    | Laser Radial femmes | 40     | 45 D.  | 25     | 36     | 25     | 45 D.  | 27     | 17     | 34     | 39     | -      | -      | EL     | 288       | 37e        |
| Nikki Barnes Lara Dallman-Weiss | 470 femmes          | 13     | 6      | 15     | 13     | 6      | 5      | 19     | 2      | 22 D.  | 19     | -      | -      | EL     | 98        | 12e        |
| Stephanie Roble Maggie Shea     | 49er FX femmes      | 3      | 2      | 14     | 7      | 9      | 16     | 5      | 8      | 12     | 14     | D.     | 5      | EL     | 101       | 11e        |

| Athlète               | Compétition    | Régate | Régate | Régate | Régate | Régate | Régate | Régate | Régate | Régate | Régate | Régate | Régate | Régate | Total net | Rang final |
| Athlète               | Compétition    | 1      | 2      | 3      | 4      | 5      | 6      | 7      | 8      | 9      | 10     | 11     | 12     | CM     | Total net | Rang final |
| --------------------- | -------------- | ------ | ------ | ------ | ------ | ------ | ------ | ------ | ------ | ------ | ------ | ------ | ------ | ------ | --------- | ---------- |
| Riley Gibbs Anna Weis | Nacra 17 mixte | 9      | 7      | 12     | 6      | 11     | 13     | 9      | 12     | 5      | 13     | 4      | 5      | 6      | 99        | 9e         |

### Volley-ball

#### Beach-volley
| Athlètes                      | Tour préliminaire                       | Tour préliminaire                                  | Tour préliminaire                              | Tour préliminaire | 1/8e de finale                                | Quarts de finale | Demi-finales     | Finale / 3e place | Rang |
| Athlètes                      | Adversaire Score                        | Adversaire Score                                   | Adversaire Score                               | Rang              | Adversaire Score                              | Adversaire Score | Adversaire Score | Adversaire Score  | Rang |
| ----------------------------- | --------------------------------------- | -------------------------------------------------- | ---------------------------------------------- | ----------------- | --------------------------------------------- | ---------------- | ---------------- | ----------------- | ---- |
| Tri Bourne Jake Gibb          | Carambula / Rossi Victoire 21-18, 21-19 | Gerson / Heidrich Victoire 21-19, 23-21            | Tijan / Younousse Défaite 18-21, 17-21         | 2e                | Thole / Wickler Défaite 21-17, 15-21, 11-15   | Éliminés         | Éliminés         | Éliminés          | 9e   |
| Philip Dalhausser Nick Lucena | Brouwer / Meeuwsen Défaite 17-21, 18-21 | Alison / Morais Filho Victoire 24-22, 19-21, 15-13 | Azaad / Capogrosso Victoire 21-19, 18-21, 15-6 | 3e                | Tijan / Younousse Défaite 21-14, 19-21, 11-15 | Éliminés         | Éliminés         | Éliminés          | 9e   |

| Athlètes                      | Tour préliminaire                                  | Tour préliminaire                           | Tour préliminaire                               | Tour préliminaire | 1/8e de finale                                  | Quarts de finale                      | Demi-finales                                 | Finale / 3e place                                | Rang                           |
| Athlètes                      | Adversaire Score                                   | Adversaire Score                            | Adversaire Score                                | Rang              | Adversaire Score                                | Adversaire Score                      | Adversaire Score                             | Adversaire Score                                 | Rang                           |
| ----------------------------- | -------------------------------------------------- | ------------------------------------------- | ----------------------------------------------- | ----------------- | ----------------------------------------------- | ------------------------------------- | -------------------------------------------- | ------------------------------------------------ | ------------------------------ |
| Kelly Claes Sarah Sponcil     | Graudiņa / Kravčenoka Victoire 21-13, 16-21, 15-11 | Khadambi / Makokha Victoire 21-8, 21-6      | Cavalcante / Ramos Victoire 17-21, 21-19, 15-11 | 1er               | Bansley / Wilkerson Défaite 24-22, 18-21, 13-15 | Éliminées                             | Éliminées                                    | Éliminées                                        | 9e                             |
| Alexandra Klineman April Ross | Wang / Xue Victoire 21-17, 21-19                   | Baquerizo / Fernández Victoire 21-13, 21-16 | Keizer / Meppelink Victoire 20-22, 21-17, 15-5  | 1er               | Echevarría / Martínez Victoire 21-17, 21-15     | Kozuch / Ludwig Victoire 21-19, 21-19 | Heidrich / Vergé-Dépré Victoire 21-12, 21-11 | Artacho del Solar / Clancy Victoire 21-15, 21-16 | Médaille d'or, Jeux olympiques |

#### Volley-ball (indoor)
| Compétition      | Phase de groupe        | Phase de groupe    | Phase de groupe      | Phase de groupe    | Phase de groupe       | Phase de groupe | Quart de finale                     | Demi-finale         | Finale / 3e place   | Finale / 3e place              |
| Compétition      | Adversaire Score       | Adversaire Score   | Adversaire Score     | Adversaire Score   | Adversaire Score      | Rang            | Adversaire Score                    | Adversaire Score    | Adversaire Score    | Rang                           |
| ---------------- | ---------------------- | ------------------ | -------------------- | ------------------ | --------------------- | --------------- | ----------------------------------- | ------------------- | ------------------- | ------------------------------ |
| Tournoi masculin | France Victoire 3-0    | ROC Défaite 1-3    | Tunisie Victoire 3-1 | Brésil Défaite 1-3 | Argentine Défaite 0-3 | 5e              | Éliminés                            | Éliminés            | Éliminés            | 9e                             |
| Tournoi féminin  | Argentine Victoire 3-0 | Chine Victoire 3-0 | Turquie Victoire 3-2 | ROC Défaite 0-3    | Italie Victoire 3-2   | 1er             | République dominicaine Victoire 3-0 | Serbie Victoire 3-0 | Brésil Victoire 3-0 | Médaille d'or, Jeux olympiques |

### Water-polo
| Compétition      | Phase de groupe      | Phase de groupe              | Phase de groupe      | Phase de groupe      | Phase de groupe    | Phase de groupe | Quart de finale      | Demi-finale         | Finale / 3e place     | Finale / 3e place              |
| Compétition      | Adversaire Score     | Adversaire Score             | Adversaire Score     | Adversaire Score     | Adversaire Score   | Rang            | Adversaire Score     | Adversaire Score    | Adversaire Score      | Rang                           |
| ---------------- | -------------------- | ---------------------------- | -------------------- | -------------------- | ------------------ | --------------- | -------------------- | ------------------- | --------------------- | ------------------------------ |
| Tournoi masculin | Japon Victoire 15-13 | Afrique du Sud Victoire 20-3 | Italie Défaite 11-12 | Hongrie Défaite 8-11 | Grèce Défaite 5-14 | 4e              | Espagne Défaite 8-12 | Italie Victoire 7-6 | Croatie Défaite 11-14 | 6e                             |
| Tournoi féminin  | Japon Victoire 25-4  | Chine Victoire 12-7          | Hongrie Défaite 9-10 | ROC Victoire 18-5    | Non disputé        | 1re             | Canada Victoire 16-5 | ROC Victoire 15-11  | Espagne Victoire 14-5 | Médaille d'or, Jeux olympiques |